# Чжаньцзян
Чжаньцзя́н (кит. упр. 湛江, пиньинь Zhànjiāng) — городской округ в провинции Гуандун КНР.

## История
В 111 году до н.э., когда империя Хань завоевала Намвьет, для администрирования полуострова Лэйчжоу был создан уезд Сюйвэнь. В эпоху Южных и северных династий в северных частях полуострова были созданы отдельные уезды, а во времена империи Суй в 589 году из уезда Сюйвэнь был выделен уезд Хайкан (海康县). Во времена империи Тан в 634 году была образована Лэйчжоуская область (雷州), власти которой разместились в уезде Хайкан. Во времена империи Сун Лэйчжоуская область была в 971 году преобразована в Лэйчжоуский военный округ (雷州军).
После монгольского завоевания и образования империи Юань в 1280 году был создан Лэйчжоуский регион (雷州路). После свержения власти монголов и образования империи Мин «регионы» были переименованы в «управы» — так в 1368 году появилась Лэйчжоуская управа (雷州府).

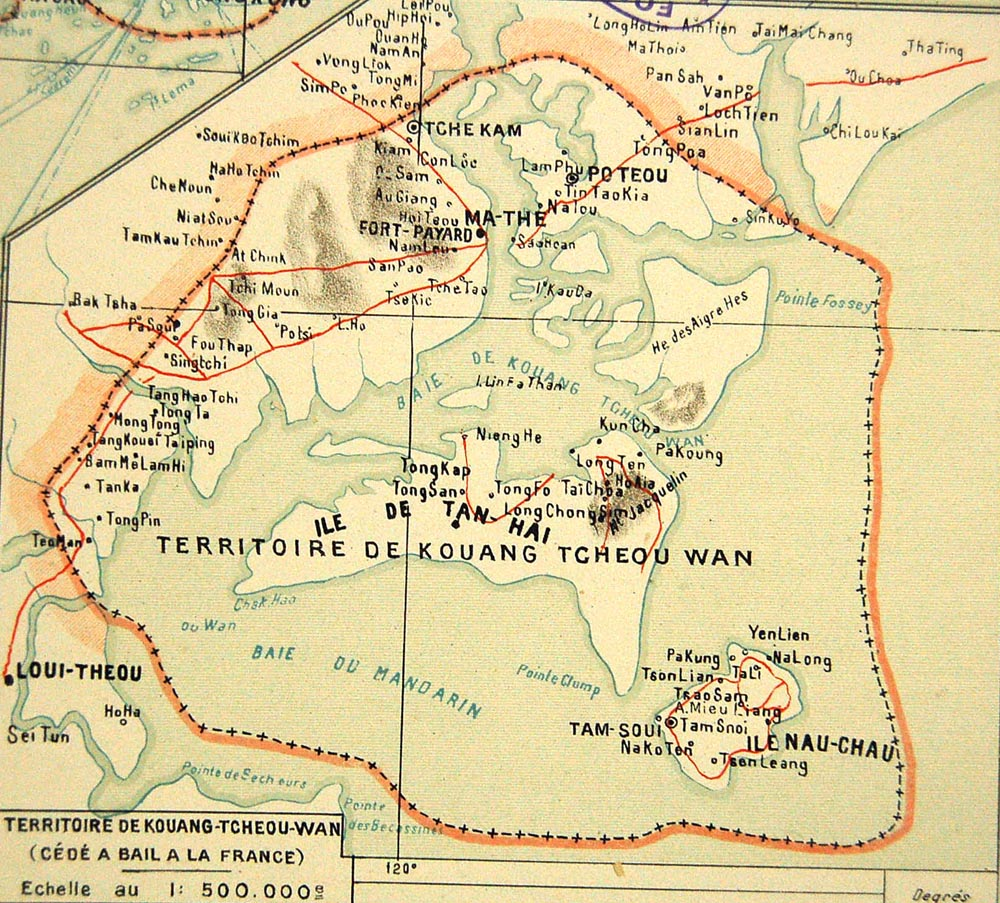
Гуанчжоувань на карте 1909 года

В 1899 году в соответствии с договором между Францией и Цинской империей прибрежные зоны уезда Суйси Лэйчжоуской управы и уезда Учуань Гаочжоуской управы были переданы в аренду Франции. Там был образован сеттльмент Гуанчжоувань, в административном плане подчинённый властям Французского Индокитая.
После Синьхайской революции в Китае была проведена реформа структуры административного деления, в ходе которой управы были упразднены, поэтому в 1912 году Лэйчжоуская управа была расформирована.
Уже в июле 1940 года, ещё до подписания официального соглашения с вишистской Францией, японцы высадились в Гуанчжоувань и установили наблюдательный пост в гавани, однако административная власть осталась в руках французской администрации. В ноябре 1941 года в Гуанчжоувань побывал с официальным визитом новый губернатор Французского Индокитая Жан Деку. В феврале 1943 года японские войска взяли под контроль аэродром и стратегически важные пункты и сделали французскую власть над этой территорией чисто номинальной. 10 марта 1945 года японцы разоружили французские гарнизоны в Индокитае и взяли Гуанчжоувань под полный контроль.
Тем временем 18 августа 1945 года в Чунцине была подписана конвенция о возвращении Гуанчжоуваня Китаю. После капитуляции Японии были осуществлены практические шаги для реализации этой договорённости, и 20 ноября 1945 года французский флаг был спущен. С 1946 года бывший сеттльмент Гуанчжоувань стал городом Чжаньцзян, напрямую подчинённым властям провинции Гуандун.
В 1947 году из уезда Учуань был выделен уезд Мэймао (梅茂县).
Войска коммунистов заняли эти места лишь в самом конце гражданской войны, 19 декабря 1949 года. Был образован Специальный район Наньлу (南路专区), состоящий из города Чжаньцзян и 13 уездов. В августе 1950 года Специальный район Наньлу был переименован в Специальный район Гаолэй (高雷专区), а уезды Хэпу, Циньсянь, Линшань и Фанчэн были выделены в отдельный  Специальный район Циньлянь (钦廉专区).
В 1952 году административное деление провинции Гуандун было изменено: были расформированы специальные районы, и эти места вошли в состав Административного района Юэси (粤西行政区), состоящего из 17 уездов; власти Административного района Юэси разместились в городе Чжаньцзян. В 1953 году прилегающие к городу Чжаньцзян земли уездов Суйси и Учуань были выделены в отдельный уезд Лэйдун (雷东县), а уезды Учуань и Мэймао были объединены в уезд Умэй (吴梅县), который затем был вновь переименован в Учуань. В 1955 году было принято решение об упразднении административных районов, и в 1956 году был образован Специальный район Чжаньцзян (湛江专区), состоящий из 12 уездов; город Чжаньцзян поначалу был подчинён напрямую властям провинции, но в 1958 году был понижен в статусе и тоже вошёл в состав Специального района Чжаньцзян, уезд Лэйдун был при этом преобразован в Пригородный район Чжаньцзяна.
В ноябре 1958 года уезд Сюйвэнь был переименован в Лэйнань (雷南县). В 1959 году к Специальному району Чжаньцзян был присоединён Специальный район Хэпу (合浦专区). В январе 1959 года уезды Ляньцзян, Суйси и Хайкан были объединены в уезд Лэйбэй (雷北县), а уезды Хуасянь (化县) и Учуань были объединены в уезд Хуачжоу. В ноябре 1960 года уезд Лэйбэй был переименован в Лэйчжоу, а уезду Лэйнань было возвращено название Сюйвэнь. В марте 1961 года решение о создании уезда Лэйбэй/Лэйчжоу было отменено, и три уезда были восстановлены в прежних границах; тогда же из уезда Хуачжоу был вновь выделен уезд Учуань. В 1965 году земли бывшего Специального района Хэпу были переданы в состав Гуанси-Чжуанского автономного района, где образовали Специальный район Циньчжоу (钦州专区).
В 1970 году Специальный район Чжаньцзян был переименован в Округ Чжаньцзян (湛江地区).
В сентябре 1983 года были упразднены город Чжаньцзян и округ Чжаньцзян и образованы городские округы Чжаньцзян и Маомин; из Пригородного района был при этом выделен район Потоу.
10 декабря 1993 года уезд Ляньцзян был преобразован в городской уезд.
26 апреля 1994 года уезд Хайкан был преобразован в городской уезд Лэйчжоу.
26 мая 1994 года уезд Учуань был преобразован в городской уезд.
Постановлением Госсовета КНР от 10 октября 1994 года Пригородный район был переименован в район Мачжан.

## География
Чжаньцзян расположен на юго-западном побережье провинции Гуандун, напротив острова Хайнань (их разделяет пролив Цюнчжоу). Большая часть территории округа лежит на полуострове Лэйчжоу. Чжаньцзян имеет субтропический океанический климат с короткой, мягкой зимой и продолжительным, жарким и влажным летом. В январе среднемесячная дневная температура составляет +16,2 °C, а в июле — +29,1 °C. С апреля по сентябрь выпадают самые обильные и частые осадки.
В летний период на побережье округа нередко обрушиваются тайфуны. В Чжаньцзяне имеется несколько крупных озёр, в том числе озеро Лэйху в Лэйчжоу. На болотистых участках побережья обитает лопатень.

## Население

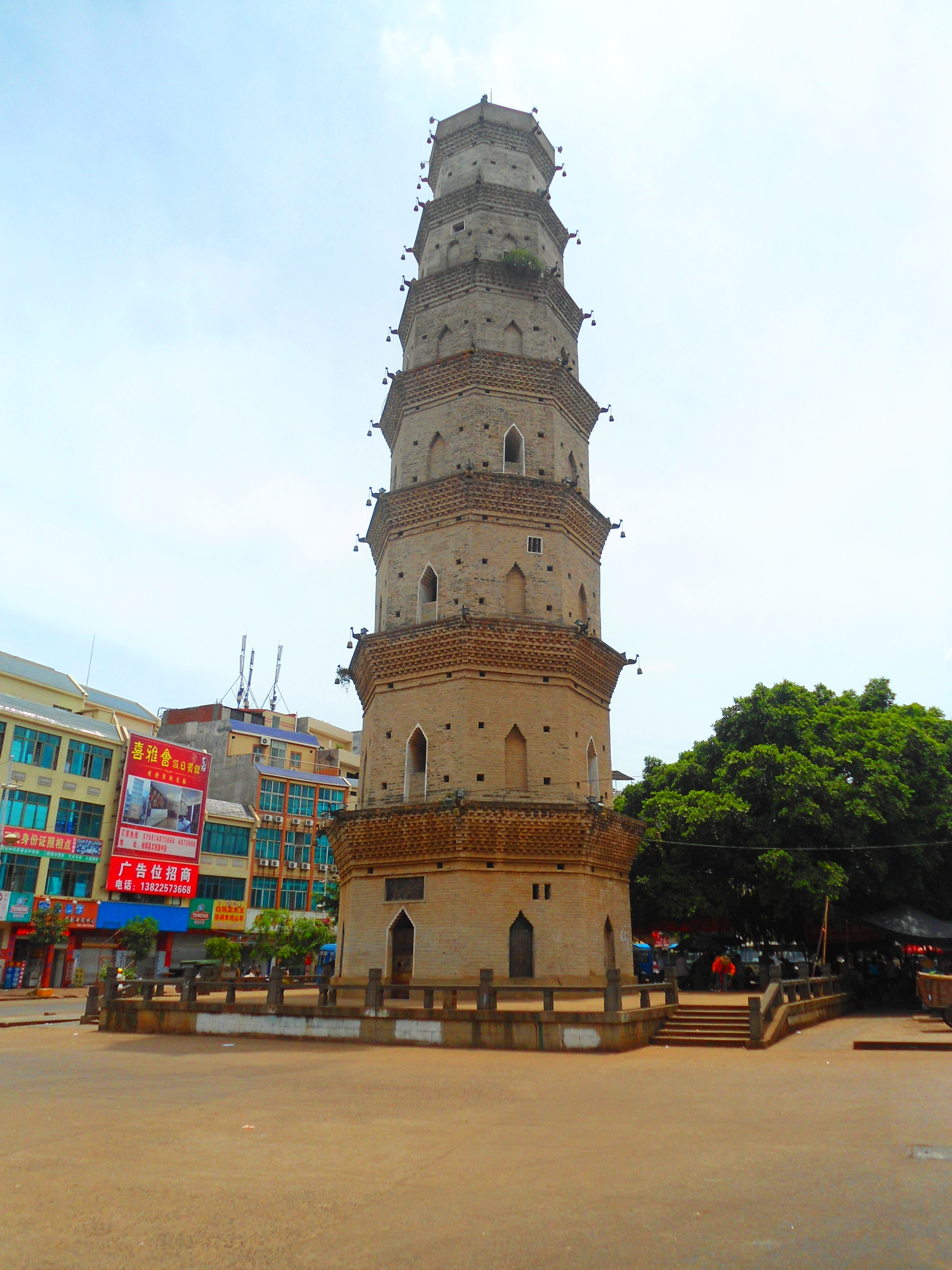
Пагода в Сюйвэне

Согласно переписи 2010 года в Чжаньцзяне проживало 6,995 млн человек (плотность — 560 чел. на кв. км, в городской зоне — 1200 чел. на кв. км). По состоянию на 2014 год уровень урбанизации округа составлял около 40 %. Наиболее плотно застроены четыре района — Чикань, Сяшань, Потоу и Мачжан, а также восточная часть Суйси, в остальных уездах преобладает сельская местность с небольшими городками.
Подавляющее большинство населения округа Чжаньцзян составляют ханьцы, вдоль побережья проживают небольшие группы даньцзя (танка), а в уезде Ляньцзян — хакка. Население Чжаньцзяна говорит в основном на кантонском диалекте языка юэ (широко распространён в сельской местности округа) и на диалекте лэйчжоу языка мин (последний является престижным диалектом и распространён в Мачжане и Лэйчжоу). В уезде Учуань говорят на диалекте байхуа языка юэ и на диалекте дунхуа южноминьского языка.
Основная часть жителей Чжаньцзяна исповедует даосизм, буддизм и конфуцианство; кроме того, имеются значительные группы католиков и протестантов (особенно в Лэйчжоу).

## Административно-территориальное деление
Городской округ Чжаньцзян делится на 4 района, 3 городских уезда, 2 уезда:

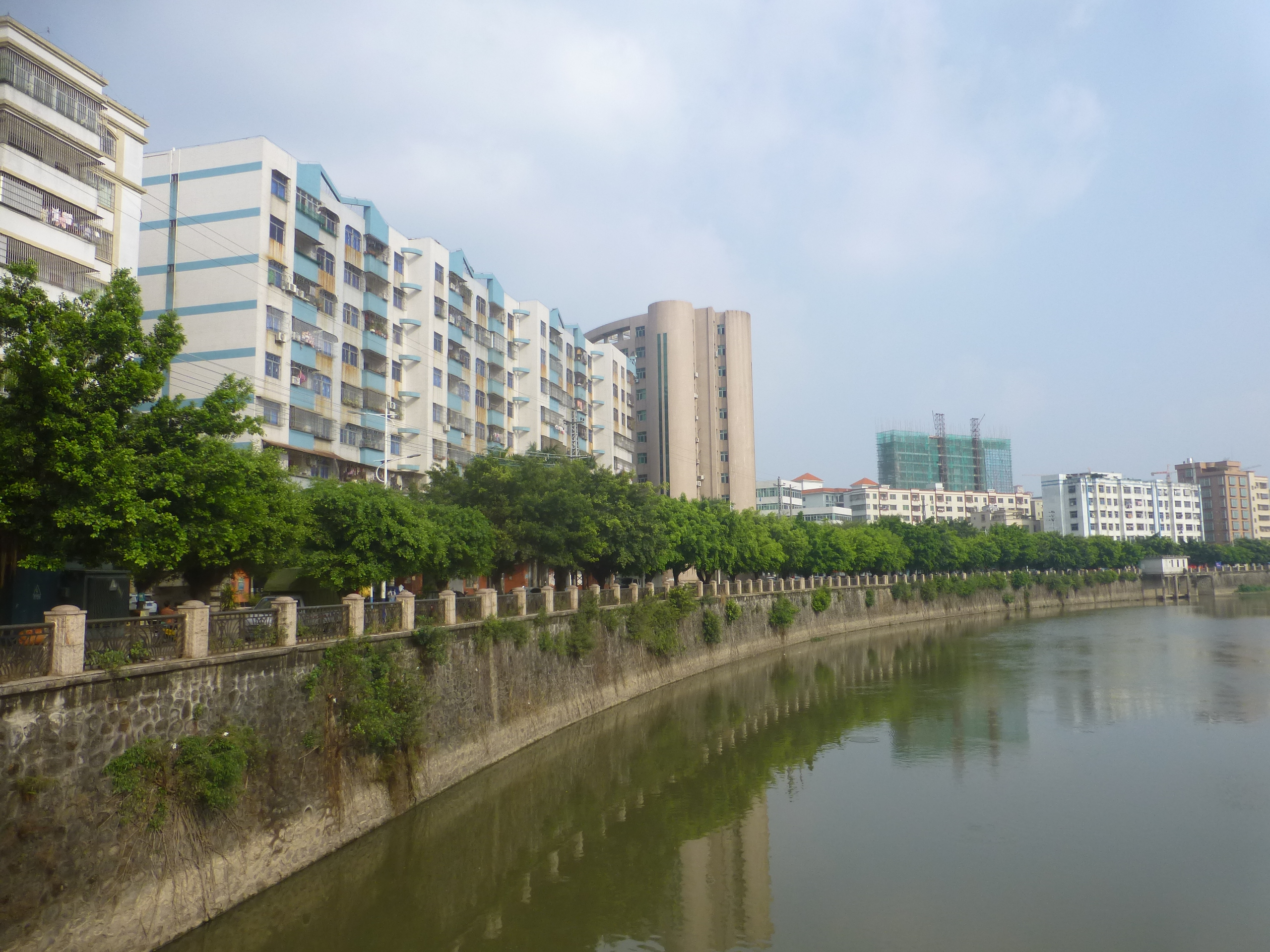
Суйси
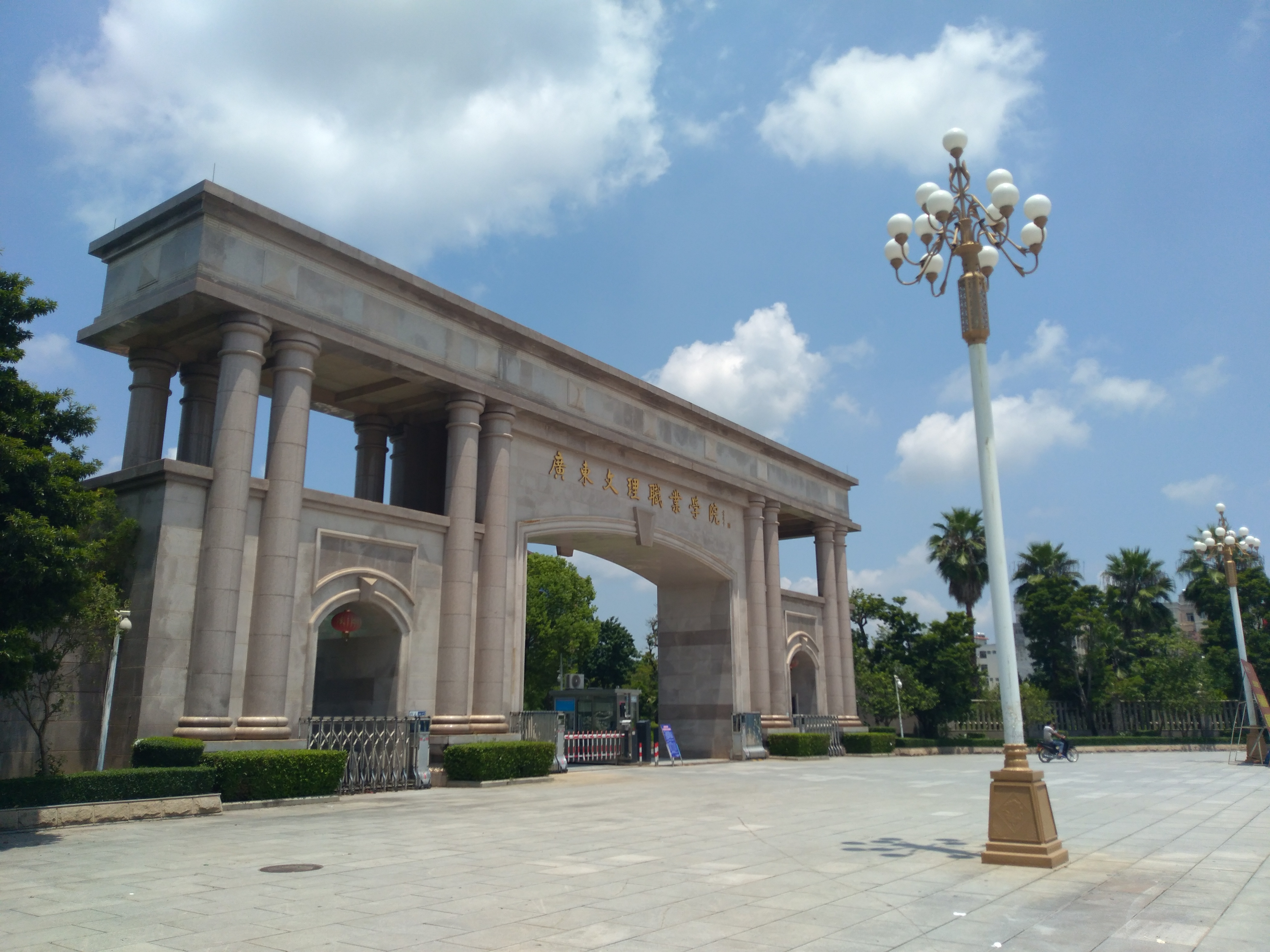
Ляньцзян
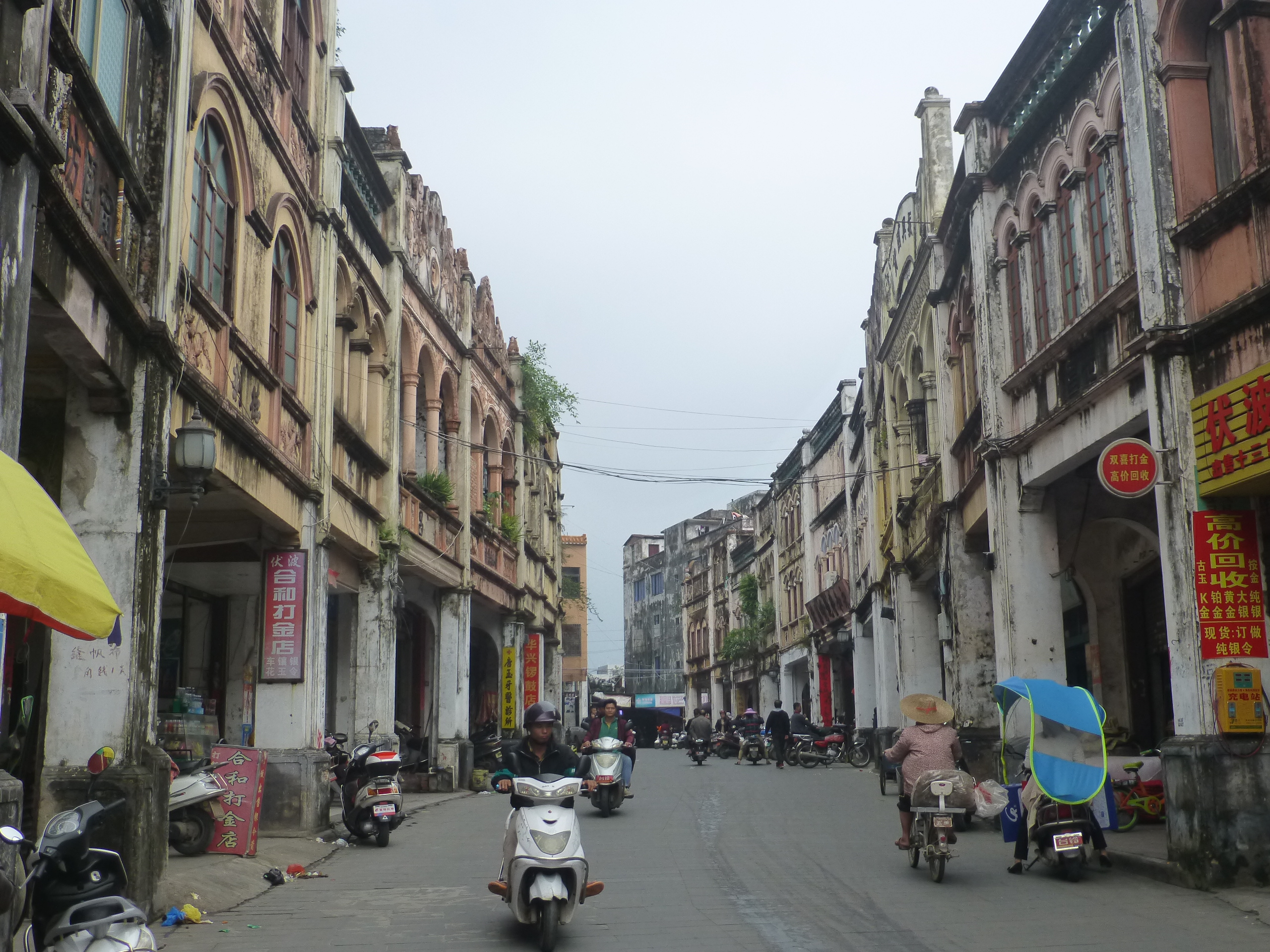
Лэйчжоу
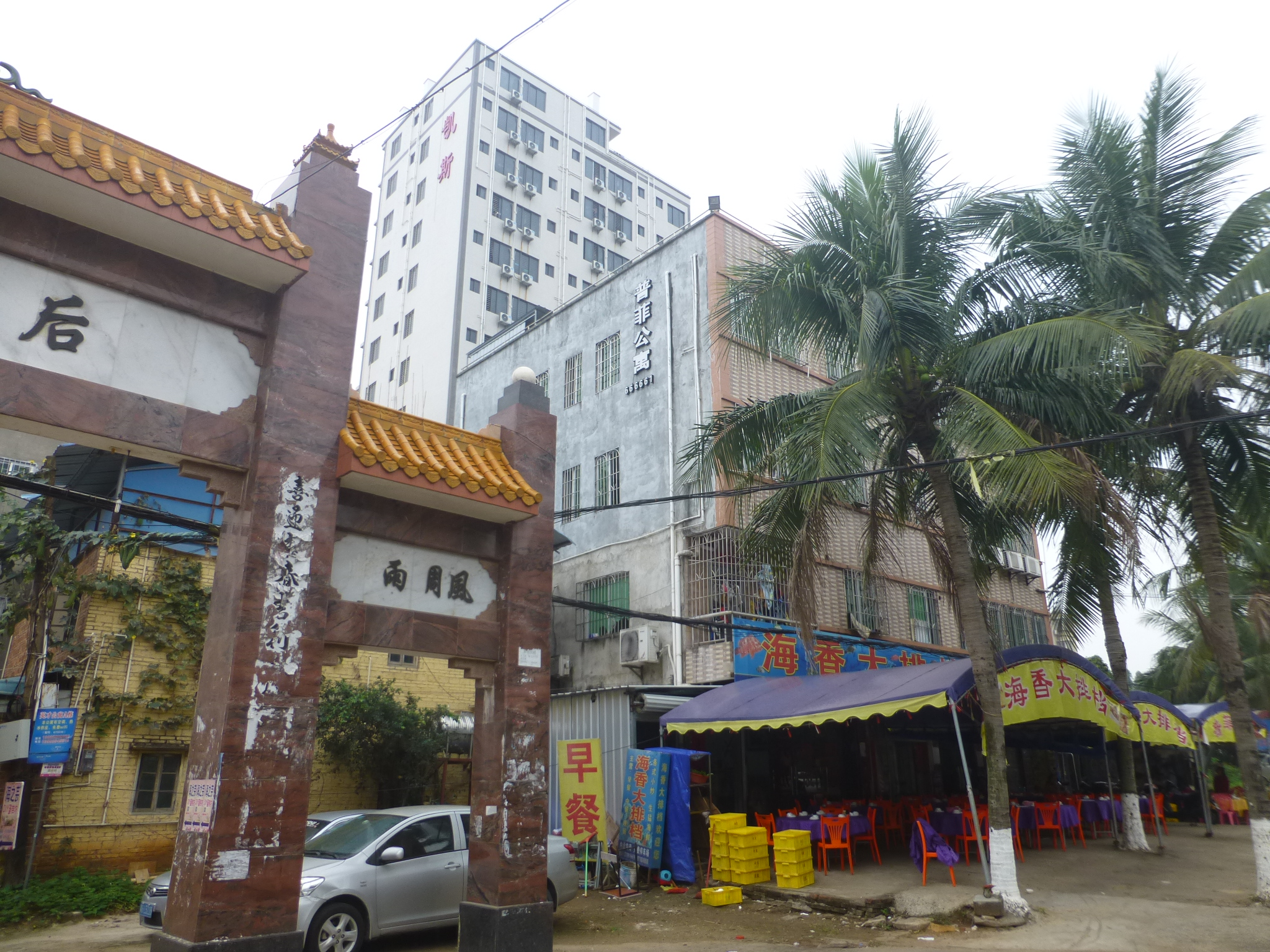
Мачжан
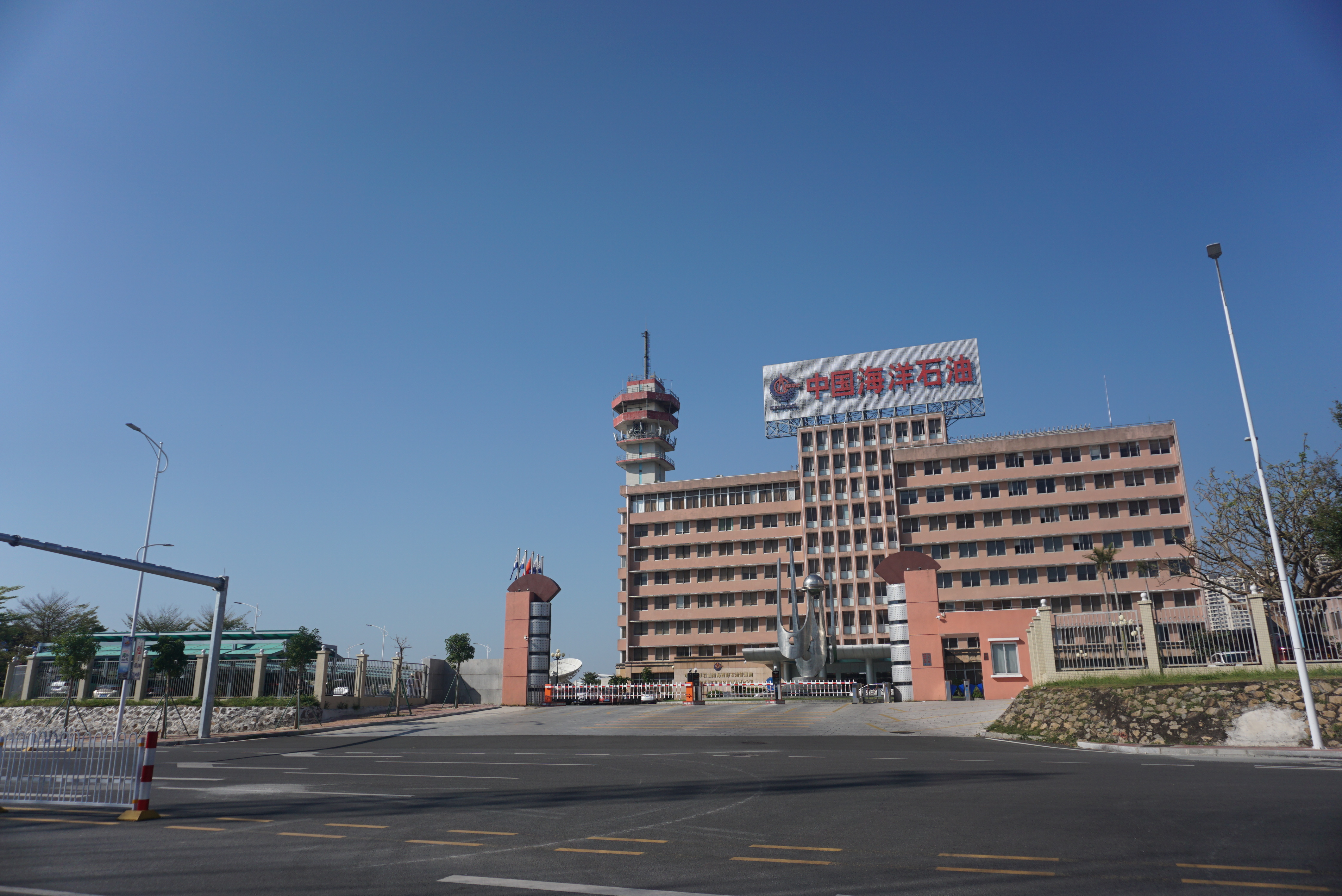
Потоу

| Карта                                                                    | Карта    | Карта     | Карта         | Карта            | Карта         |
| ------------------------------------------------------------------------ | -------- | --------- | ------------- | ---------------- | ------------- |
| ① Чикань ② Сяшань ① ② Потоу Мачжан Суйси Сюйвэнь Ляньцзян Лэйчжоу Учуань |          |           |               |                  |               |
| Статус                                                                   | Название | Иероглифы | Пиньинь       | Население (2020) | Площадь (км²) |
| Район                                                                    | Чикань   | 赤坎区    | Chìkǎn qū     |                  |               |
| Район                                                                    | Сяшань   | 霞山区    | Xiáshān qū    |                  |               |
| Район                                                                    | Потоу    | 坡头区    | Pōtóu qū      |                  |               |
| Район                                                                    | Мачжан   | 麻章区    | Mázhāng qū    |                  |               |
| Городской уезд                                                           | Ляньцзян | 廉江市    | Liánjiāng shì |                  |               |
| Городской уезд                                                           | Лэйчжоу  | 雷州市    | Léizhōu shì   |                  |               |
| Городской уезд                                                           | Учуань   | 吴川市    | Wúchuān shì   |                  |               |
| Уезд                                                                     | Суйси    | 遂溪县    | Suìxī xiàn    |                  |               |
| Уезд                                                                     | Сюйвэнь  | 徐闻县    | Xúwén xiàn    |                  |               |

- Суйси
- Ляньцзян
- Лэйчжоу
- Мачжан
- Потоу

## Экономика
Чжаньцзян — значительный портовый, торговый и промышленный центр провинции Гуандун. В округе развиты судостроение, автомобилестроение, химическая, нефтехимическая, металлургическая, текстильная, швейная, электротехническая, бумажная, сахарная и рисоочистительная промышленность. Также в Чжаньцзяне производят стальные конструкции, строительные материалы, оборудование для кораблей и морских платформ, программное обеспечение, биотехнологические изделия, здесь расположены крупные логистические комплексы, развиты розничная и оптовая торговля, туризм, сферы финансовых услуг и операций с недвижимостью.
В 1984 году была основана Zhanjiang Economic and Technological Development Zone. В 2014 году ВВП Чжаньцзяна составил 225,9 млрд юаней (+ 10 % по сравнению с прошлым годом).

### Промышленность

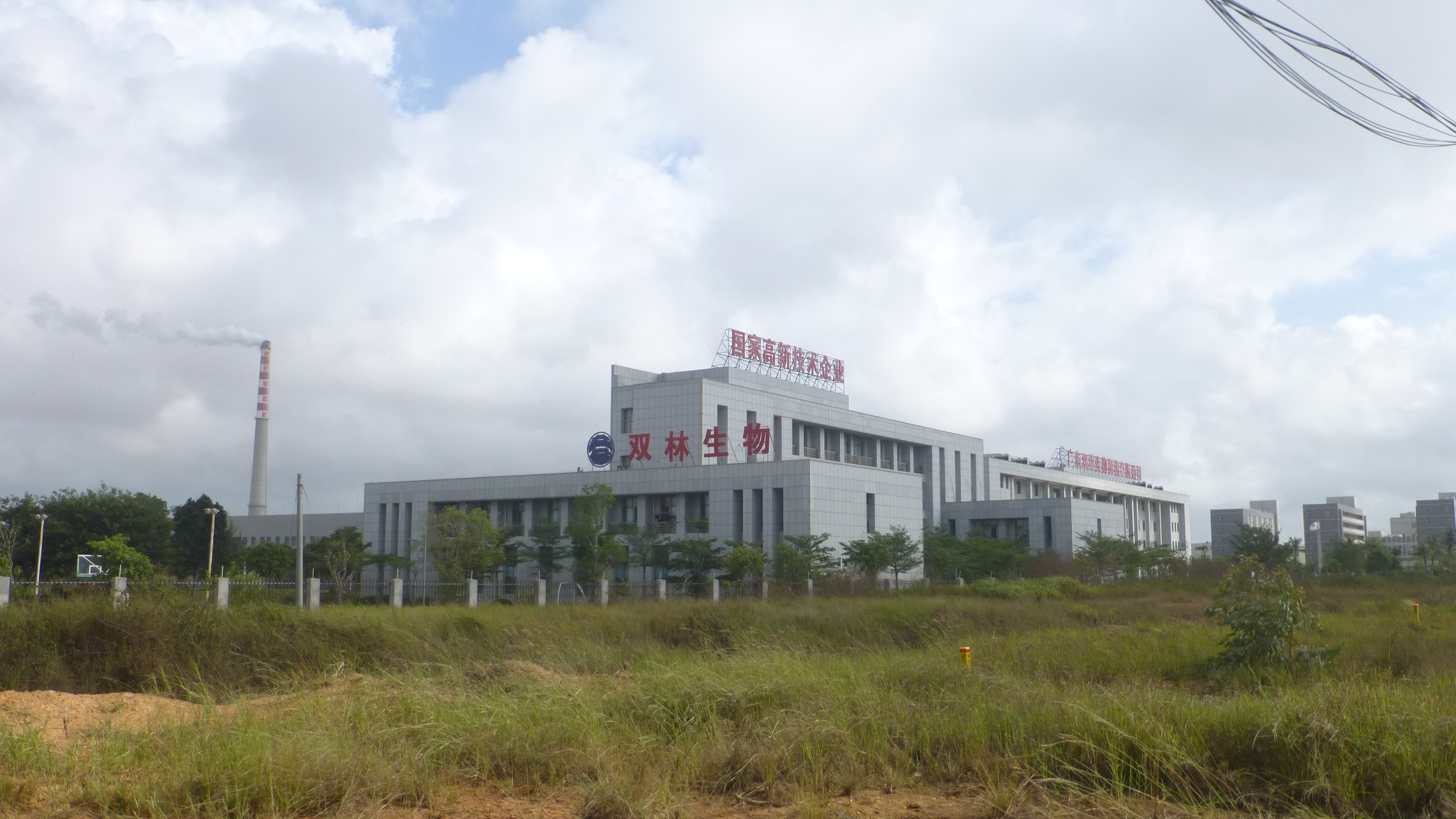
Фабрика Shuang Lin Biotechnology на острове Дунхай

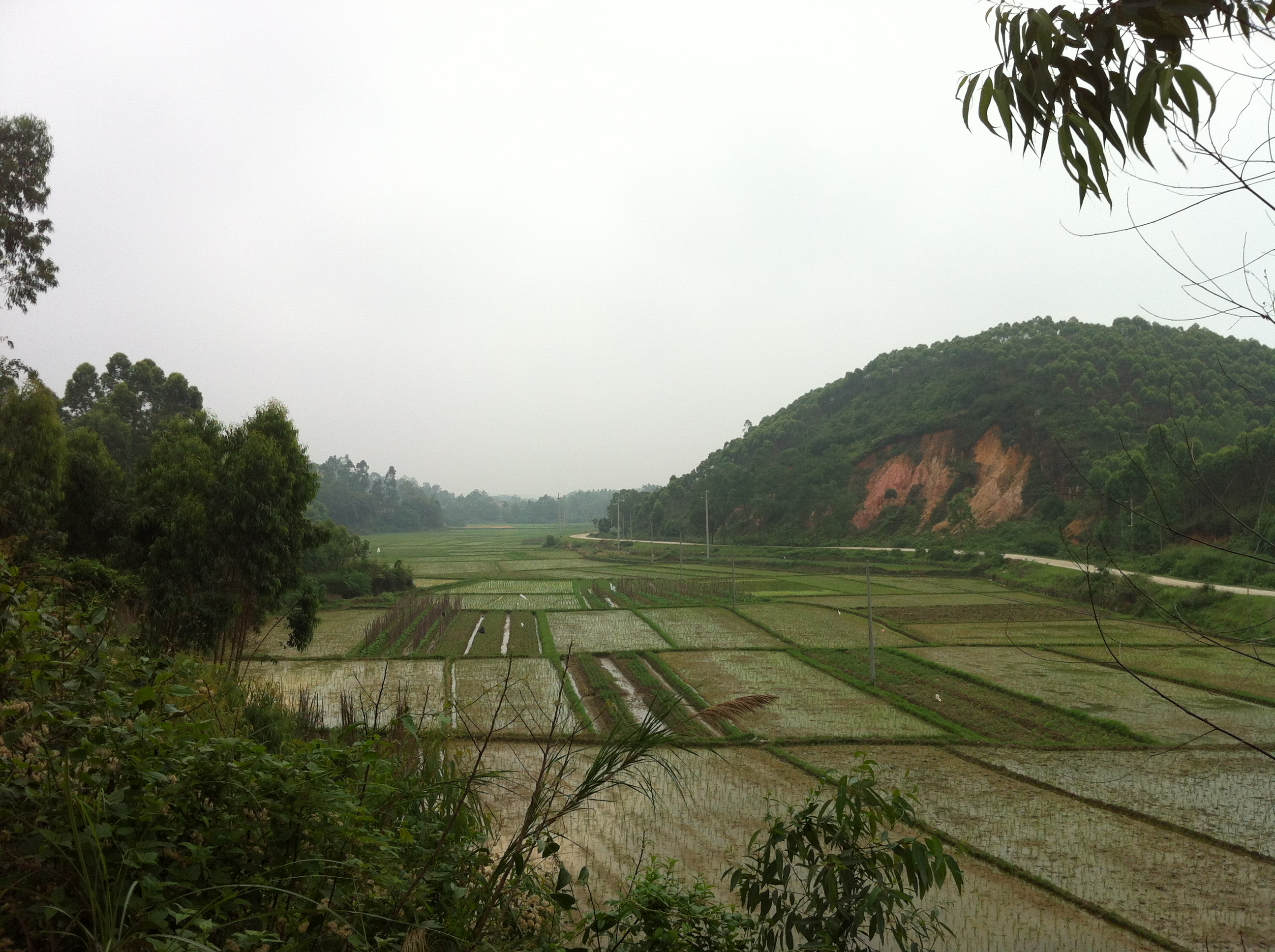
Рисовые поля в Ляньцзяне

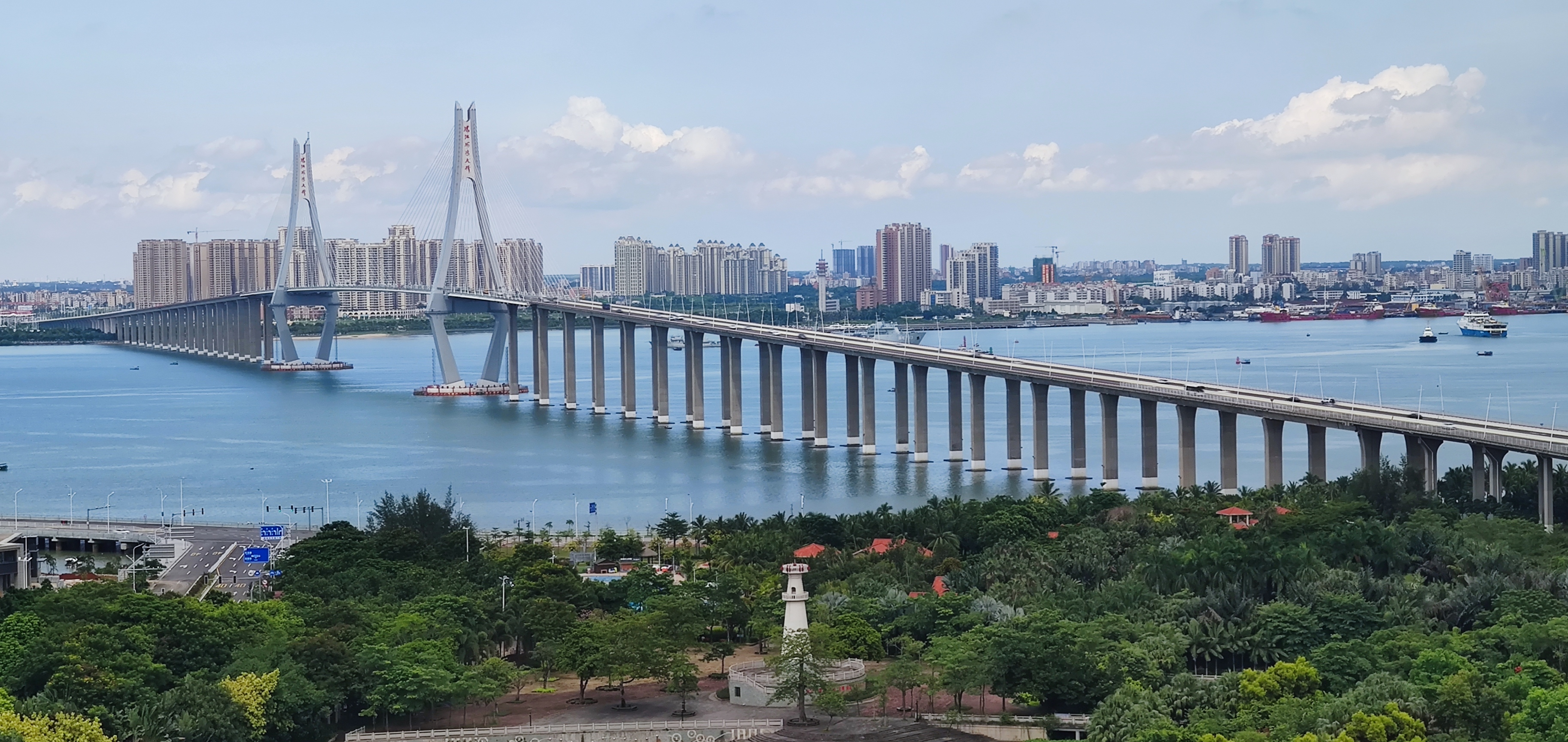
Мост через Чжаньцзянский залив

На острове Дунхай (Мачжан), который входит в состав Zhanjiang Economic and Technological Development Zone, расположены нефтехимический комплекс компаний Sinopec и Kuwait Petroleum Corporation (нефтепереработка и производство этилена), нефтехимический промышленный парк с десятками заводов, сталелитейный завод компании Baosteel Group, биотехнологическая фабрика компании Shuang Lin Biotechnology, бумажная фабрика компании Guangdong Guanhao High-Tech. 
Также в Чжаньцзяне расположены автомобильный завод Sanxing Enterprise Group, заводы по производству пластмасс и красок BASF, химический завод Dow Chemical, фабрика морепродуктов Guolian Aquatic Products, бумажные фабрики компаний Chenming Paper и China Paper Corporation, крупные угольные ТЭС «Чжаньцзян» (Zhanjiang Power Station) и «Лэйчжоу» (Leizhou Power Station). 
В 2013 году в районе Потоу на реке Цзяньцзян был построен гидротехнический комплекс для обеспечения водой острова Дунхай. В 2016 году началась разработка офшорного нефтяного месторождения Уши у побережья Чжаньцзяна (его эксплуатацией занимаются китайская China National Offshore Oil Corporation, британская BP и американская Newfield Exploration).

### Сельское хозяйство
В округе Чжаньцзян выращивают сахарный тростник (около 10 млн тонн в 2007 году), рис, ананасы, бананы, папайю, манго, зизифус, питайю, кокосы, эвкалипты, драцену Сандера и калган, разводят свиней, коров, коз, кур, уток и золотых помфретов, производят комбикорма. В прибрежных водах культивируют искусственный жемчуг (особенно в Сюйвэне), выращивают морские ушки, креветок и ловят рыбу. На острове Наочжоу разводят черепах. Имеется широкая кооперация между фермерами Чжаньцзяна и Тайваня.
По состоянию на 2022 год в Чжаньцзяне ежегодно производили около 100 тыс. тонн золотых помфретов стоимостью около 10 млрд юаней (1,4 млрд долл. США), что составляло почти 40 % от общего объема производства в стране. В этой отрасли было занято свыше 100 тыс. человек.

### Туризм

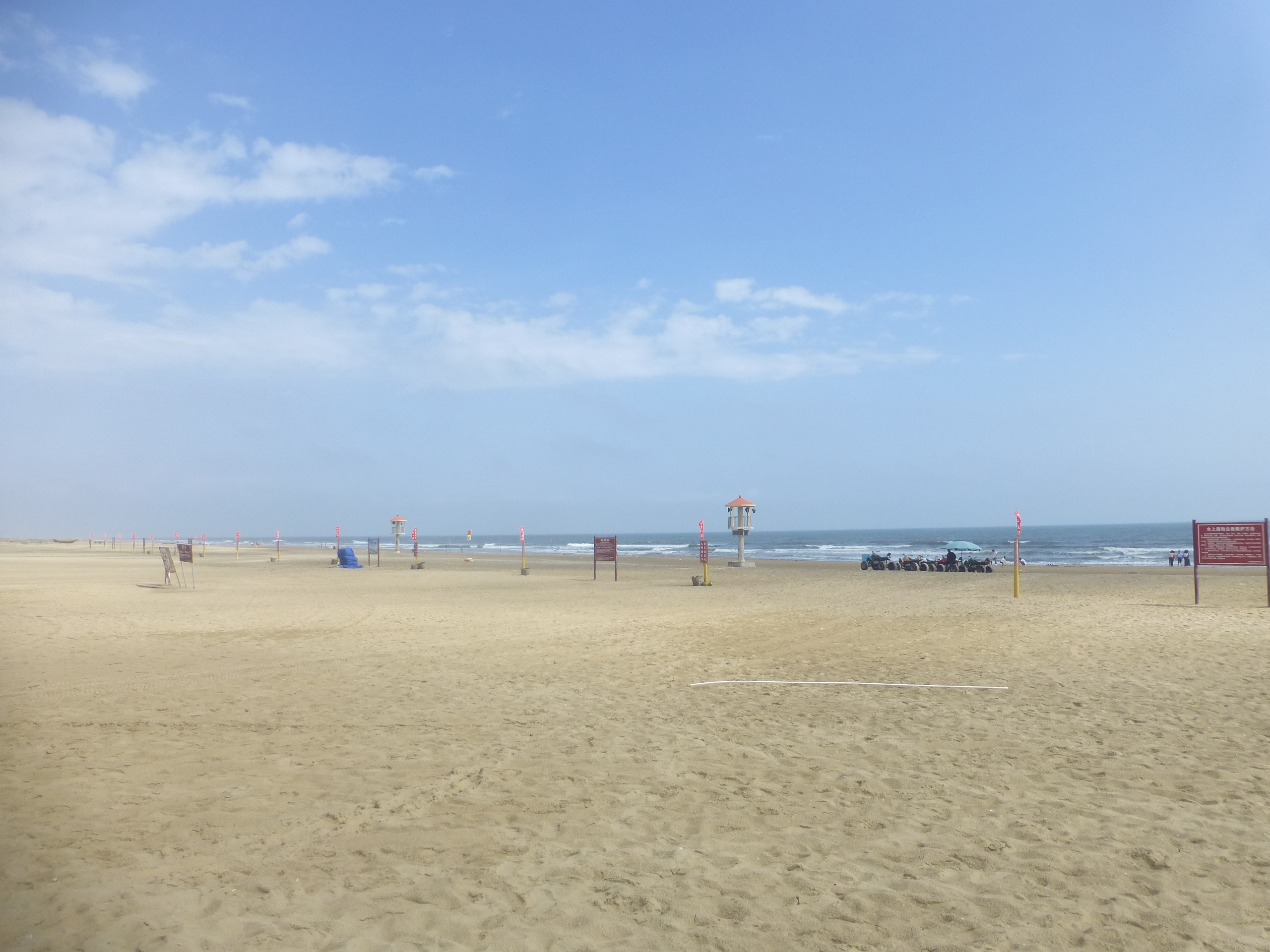
Пляж на острове Дунхай

В старой части Чжаньцзяна имеется пешеходная улица во французском стиле с отреставрированными колониальными зданиями, в которых размещаются магазины одежды и сувениров, художественные галереи, кафе и рестораны. Также среди туристов популярны район старого порта, католический собор Святого Виктора, набережная и ботанический сад, который славится субтропическими растениями Юго-Восточной Азии. 
На восточном побережье острова Дунхай имеется популярный 28-километровый песчаный пляж с множеством отелей, ресторанов и магазинов. Также на территории района Мачжан расположены остров Наочжоу с французским маяком и национальный геологический парк Хугуанъянь с большим вулканическим озером. В уезде Сюйвэнь вдоль коралловых рифов развит дайвинг.
В Чжаньцзяне имеются престижные отели международных сетей — Sheraton и Crowne Plaza.

### Торговля
В каждом районе округа имеются свои торговые улицы и продуктовые рынки, а также популярные у местных уличные ночные рынки. В последние годы строятся большие торговые центры с якорными арендаторами вроде супермаркетов Walmart.

## Транспорт

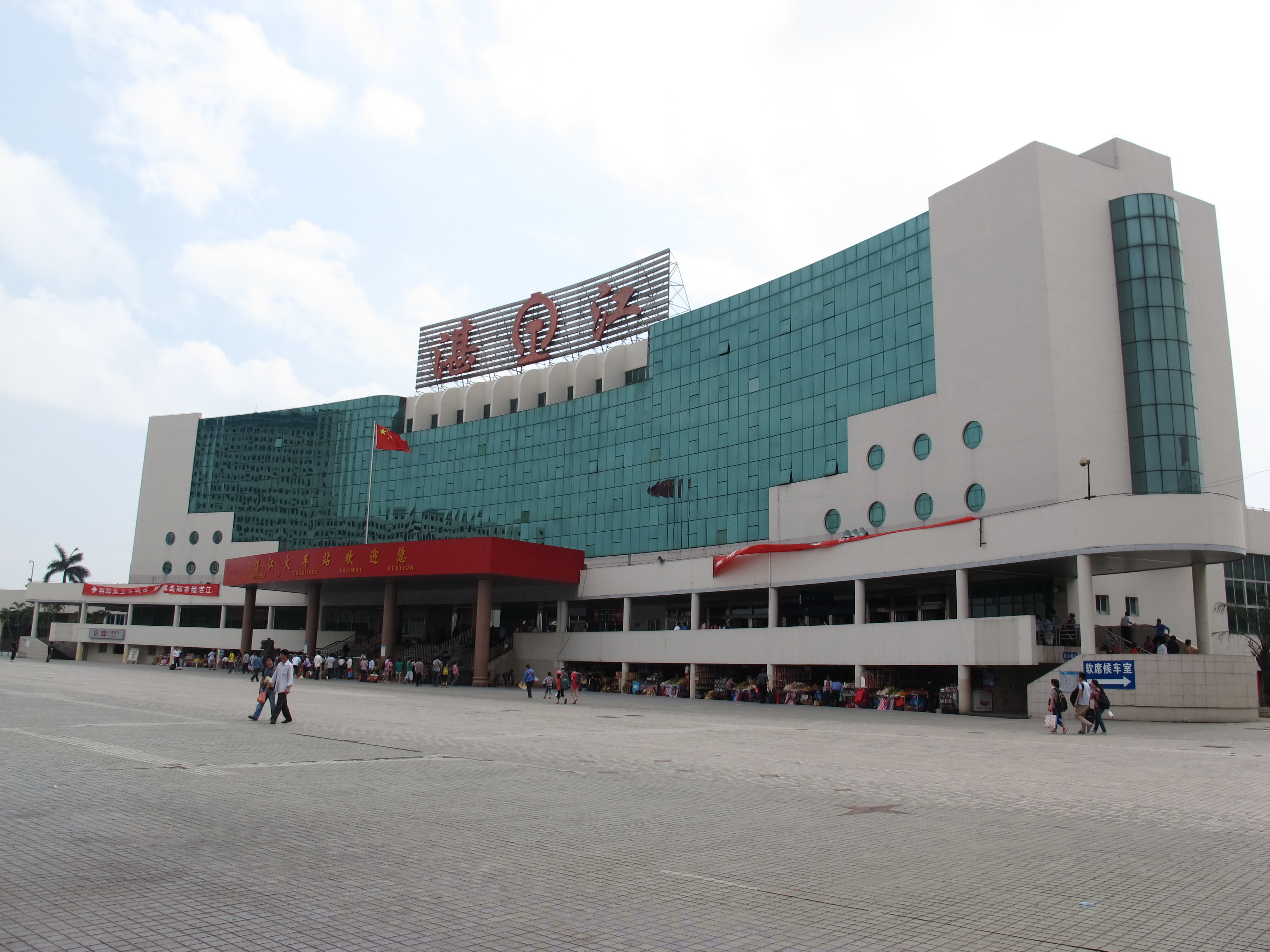
Чжаньцзянский вокзал

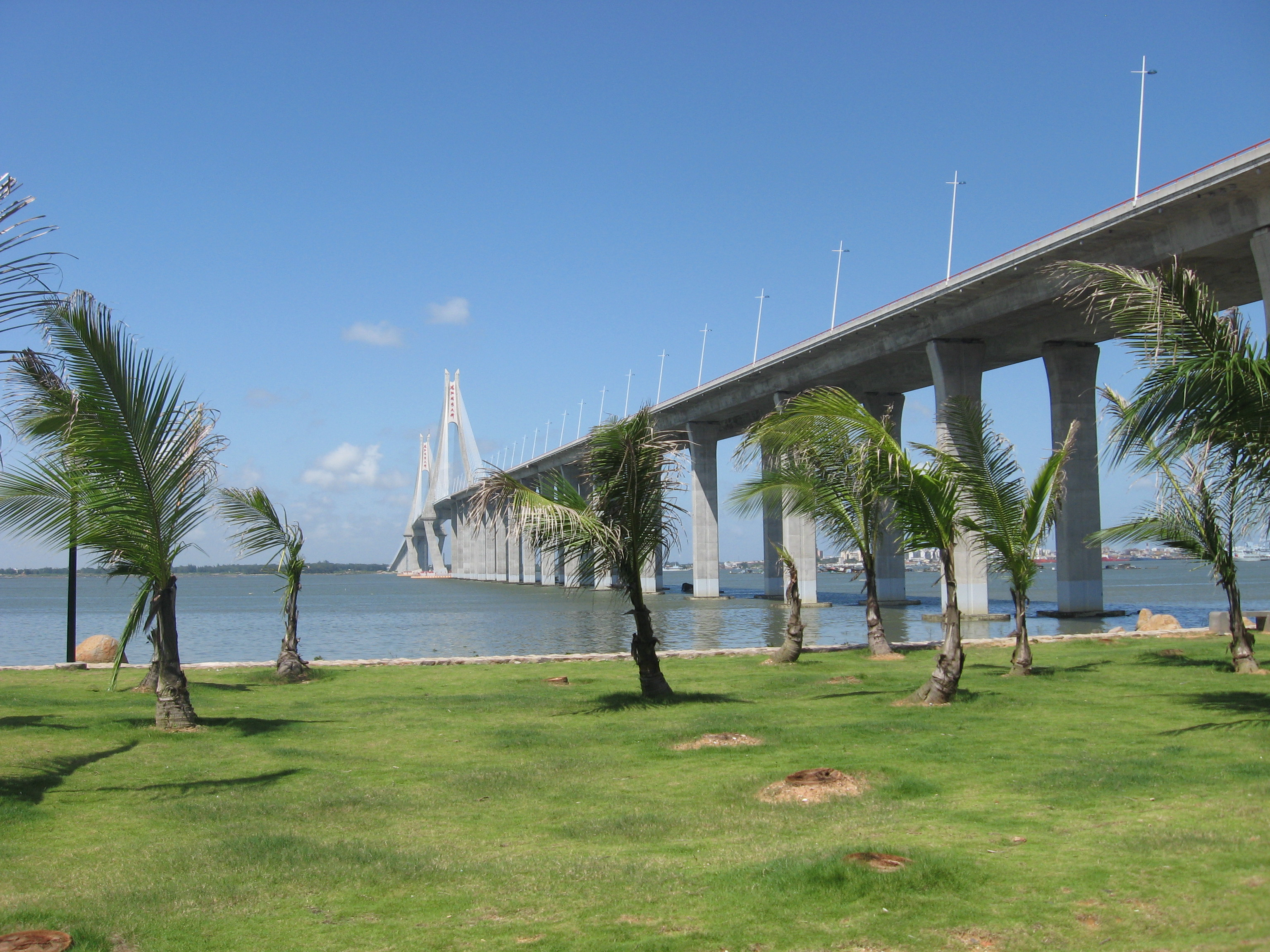
Мост через Чжаньцзянский залив

Главной железнодорожной магистралью является линия Чжаньцзян — Гуанчжоу, введённая в эксплуатацию в начале 1990-х годов. Позже линия была продлена до южной оконечности полуострова Лэйчжоу, откуда поезда на пароме переправляются через Хайнаньский пролив на остров Хайнань, в город Хайкоу. Важное значение имеют высокоскоростные железные дороги Шэньчжэнь — Маомин — Чжаньцзян и Гуанчжоу — Чжаньцзян, грузовые линии Лоян — Чжаньцзян и Литан — Чжаньцзян. На Чжаньцзянский вокзал прибывают поезда из Гуанси, Хунани, Хубэя и Хэнани, на Чжаньцзянский Западный вокзал — поезда из Гуанчжоу и Шэньчжэня. 
Морской порт Чжаньцзяна специализируется на импорте железной руды, сырой нефти, угля, химических удобрений и древесины, а также на экспорте стали, нефтепродуктов, текстиля, бумаги, зерна и сахара. Нефтеналивной, железорудный, контейнерный и зерновой терминалы порта являются одними из самых крупных в Южном Китае. Кроме того, порт служит важной базой судов, которые обслуживают морские нефтяные платформы, расположенные вблизи побережья. Портом управляет компания Zhanjiang Port (Group) Co Ltd. В 2013 году пропускная способность порта Чжаньцзяна составила 180 млн тонн.
По территории округа проходят скоростные автомагистрали G15 (Шэньян — Хайкоу), G75 (Ланьчжоу — Хайкоу), G207 (Шилин-Хото — Сюйвэнь), G228 (Даньдун — Дунсин) и G325 (Гуанчжоу — Наньнин). В Сюйвэне автомобили заезжают на паромы, следующие на Хайнань. В 2007 году был открыт вантовый автомобильный мост через Чжаньцзянский залив (Zhanjiang Bay Bridge), соединивший между собой Сяшань и Потоу. Общая длина моста — 3,981 метр, длина основного пролёта — 480 метров, высота — 153,4 метра.
Остров Дунхай связан с материковой частью округа автомобильным и железнодорожным мостами. С другими островами имеется регулярное паромное сообщение. В 2021 году построен мост Тяошунь, пересекающего морской залив. В районе Сяшань расположен аэропорт Чжаньцзяна, который в 2018 году обслужил более 2,5 млн пассажиров и почти 6 тыс. тонн грузов.

## Вооружённые силы
В порту Чжаньцзяна расположен штаб Южного флота ВМС НОАК. Также здесь базируются боевые корабли, подводные лодки, морская авиация, части береговой обороны и морской пехоты.

## Наука и образование

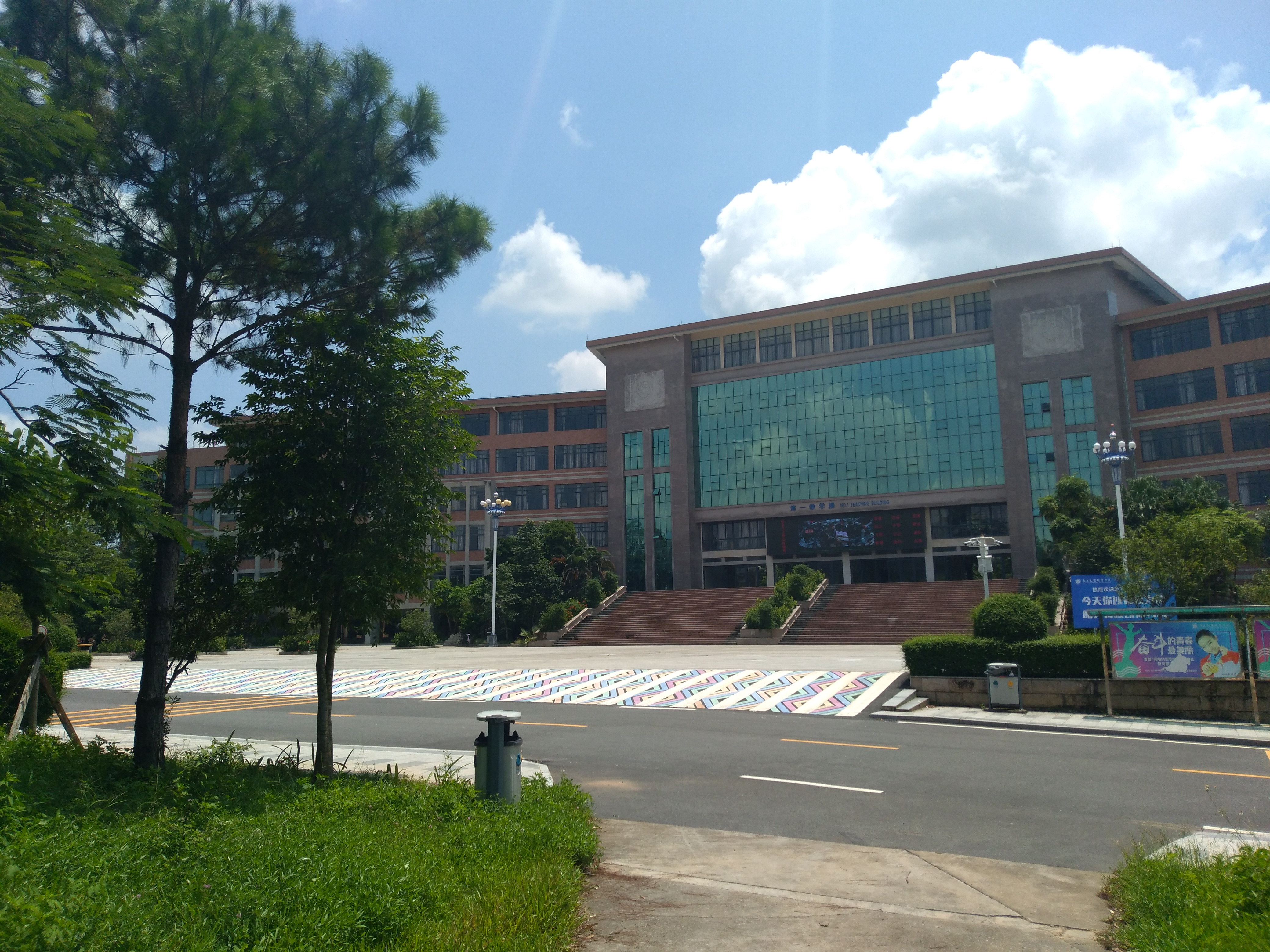
Гуандунский институт искусств и наук

В районе Сяшань расположен Гуандунский медицинский университет, основанный в 1958 году. 
В районе Чикань расположен Педагогический университет Линнань, основанный в 1991 году. 
В районе Мачжан базируется основанный в 1997 году Гуандунский океанографический университет, в котором обучается 22,6 тыс. человек. При этом университете действует современный музей, посвящённый фауне и флоре океанов. 
В уезде Ляньцзян базируется основанный в 2006 году Гуандунский институт искусств и наук, в котором обучается свыше 8,5 тыс. студентов.

## Культура

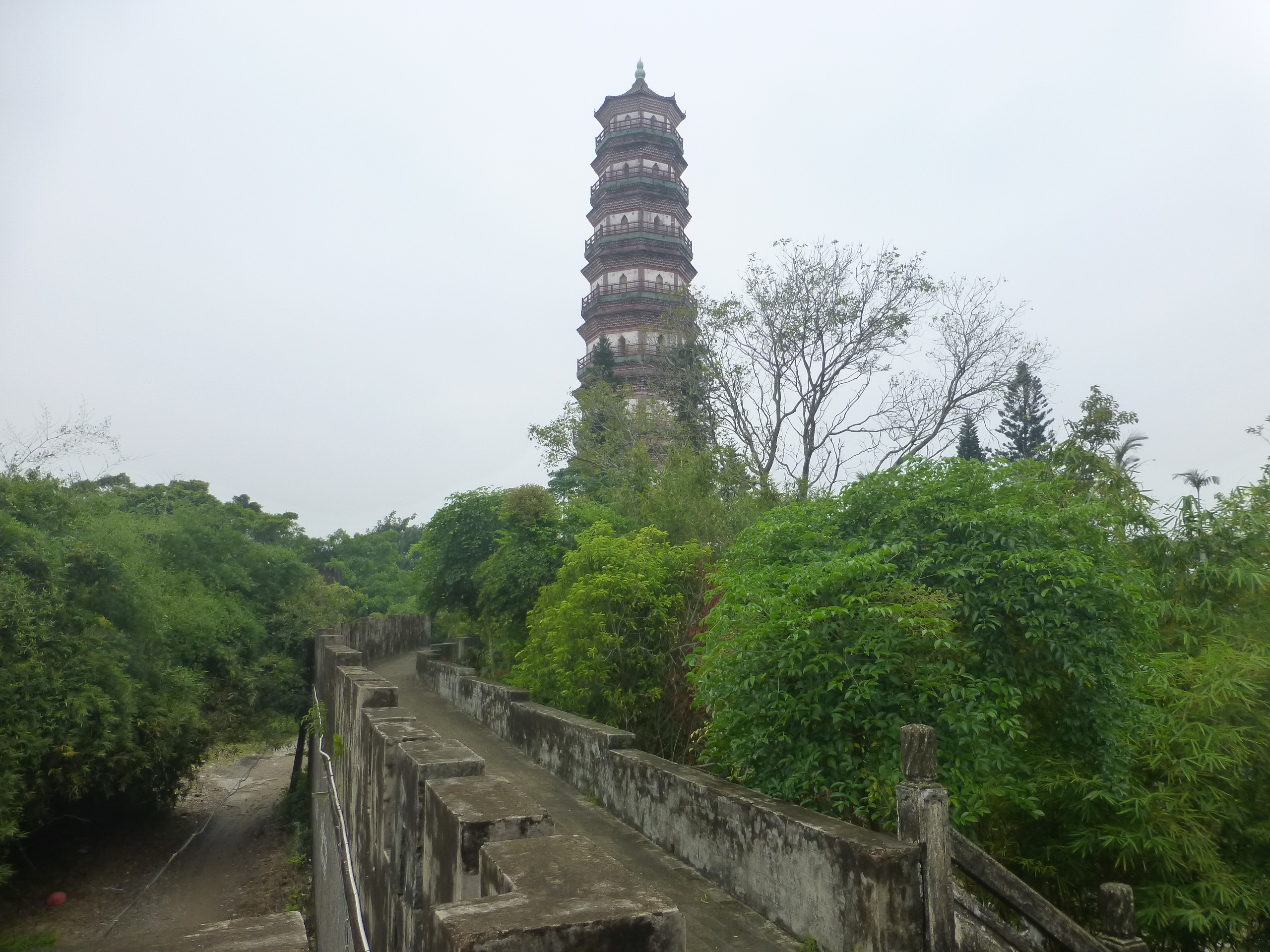
Пагода Саньюань в Лэйчжоу

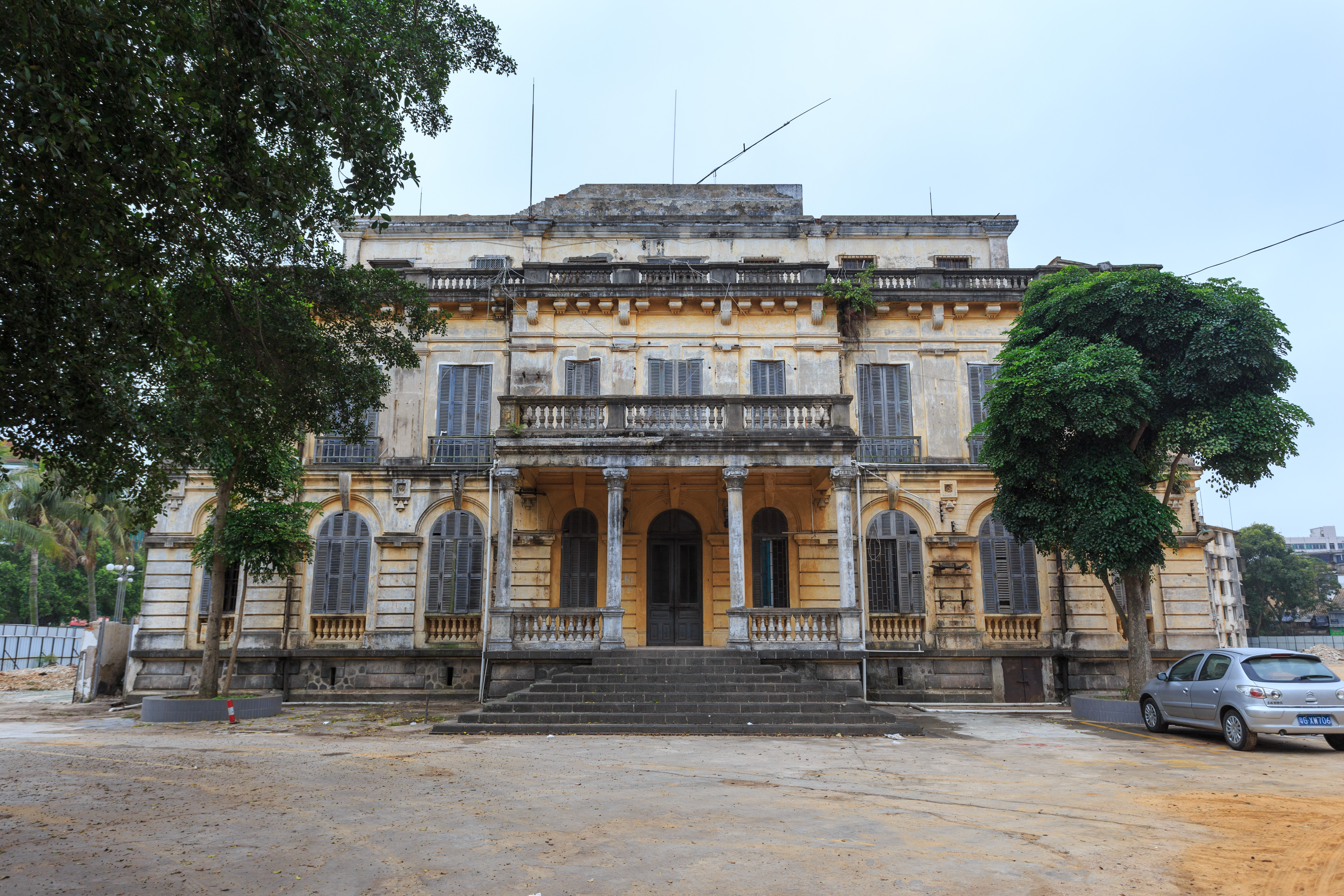
Французский особняк в Сяшане

В Чжаньцзяне расположено несколько старинных памятников культуры и архитектуры:
- Пагода Саньюань с окружающим её старым парком (Лэйчжоу)
- Пагода Чанмин (Лэйчжоу)
- Храм Тяньнин (Лэйчжоу)
- Храм Фубо (Лэйчжоу)
- Храм Чжэньву-Тан (Лэйчжоу)
- Храм Хуади-Мяо (Лэйчжоу)
- Храм Лэйцзю (Лэйчжоу)
- Храм Илин (Лэйчжоу)
- Родовой храм Чжонхоу (Мачжан)
- Храм Банхуй-Мяо (Мачжан)
- Храм Лунтоу (Мачжан)
- Гробницы на острове Дунхай (Мачжан)
- Бывший штаб французской армии (Сяшань)

Имеются также современные культурные учреждения:
- Исторический музей Лэйчжоу
- Культурный центр Тяохуй (Лэйчжоу)

Почти во всех деревнях и районах имеются свои дома культуры, во всех уездах — местные библиотеки.

## Спорт
В Чжаньцзяне расположен футбольный Олимпийский стадион на 40 тыс. мест, открытый в 2015 году.

## Известные жители
В Чжаньцзяне родились пловчиха Лю Оу (1986) и прыгун в воду Хэ Чун (1987).

## Города-побратимы
- Серпухов (Россия)
- Кэрнс (Австралия)
- Бровары (Украина)

## Галерея

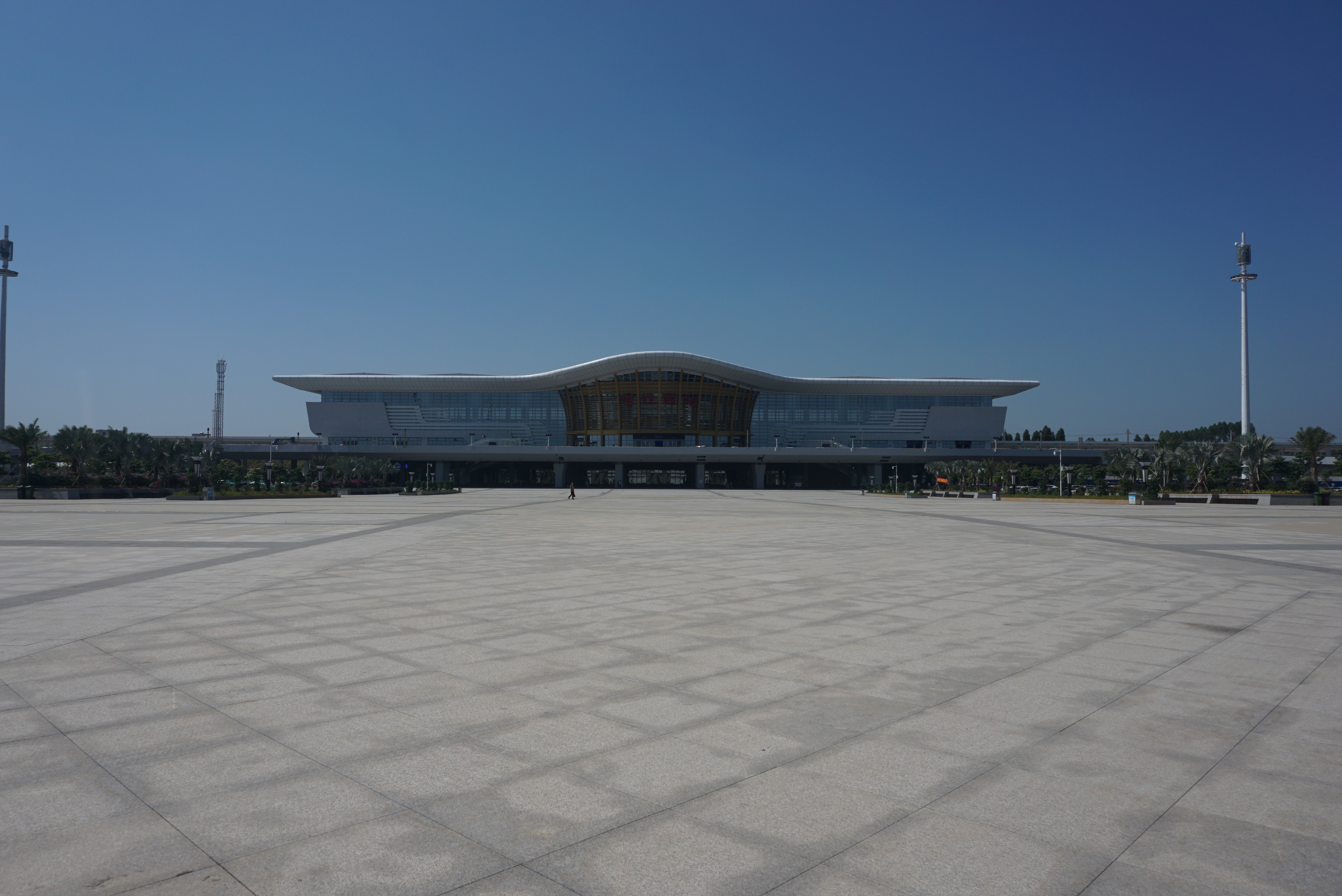
Западный вокзал
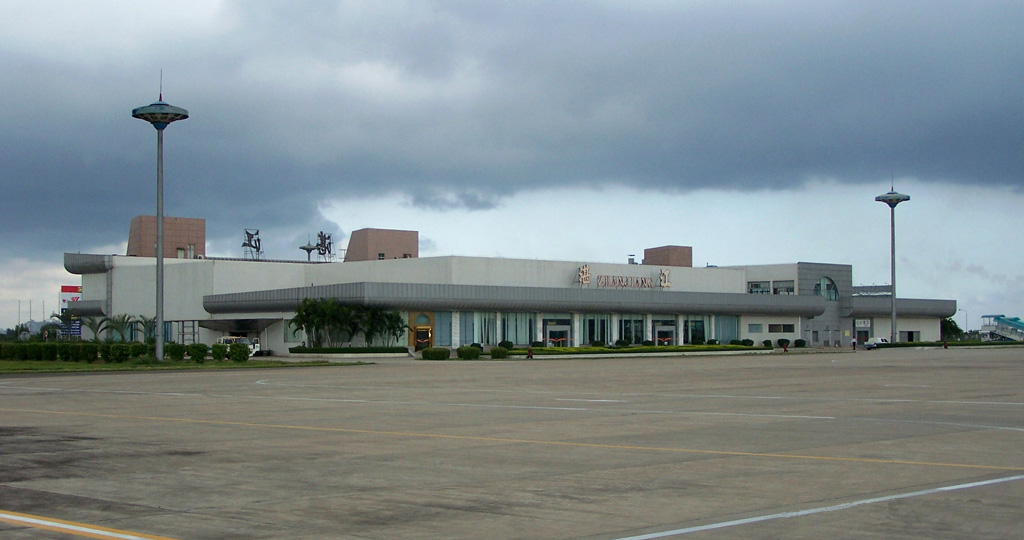
Аэропорт
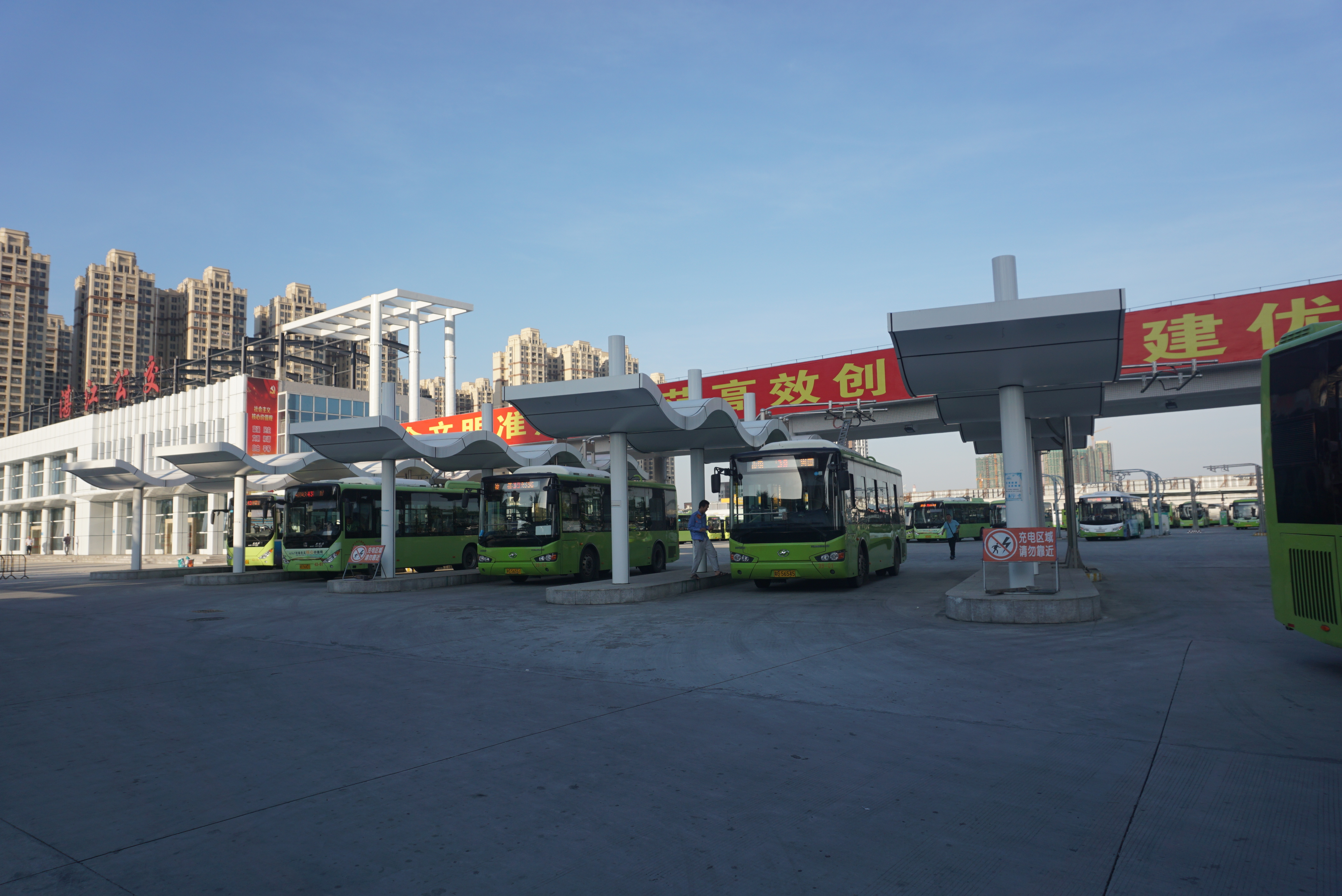
Автобусный вокзал
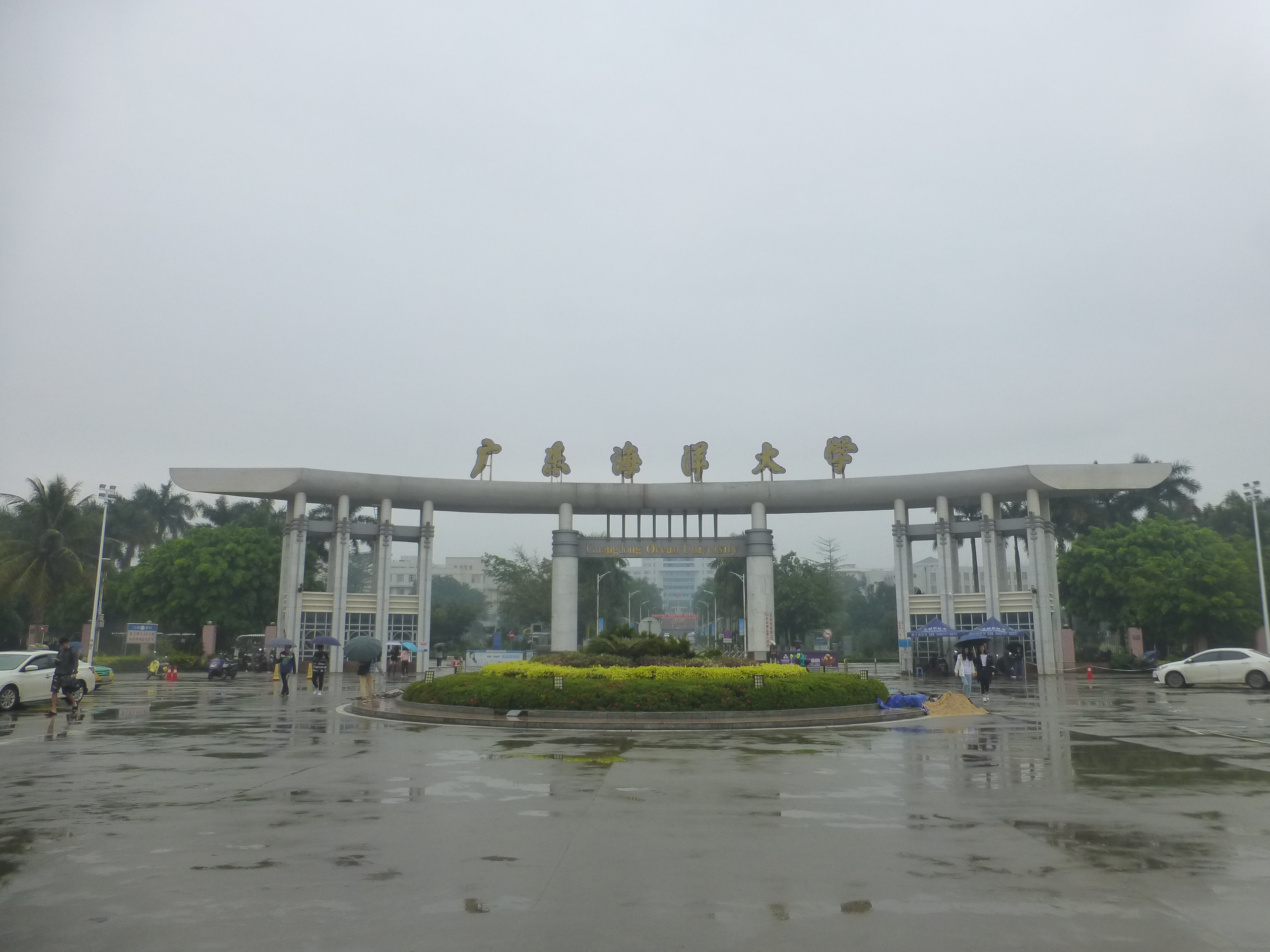
Океанографический университет
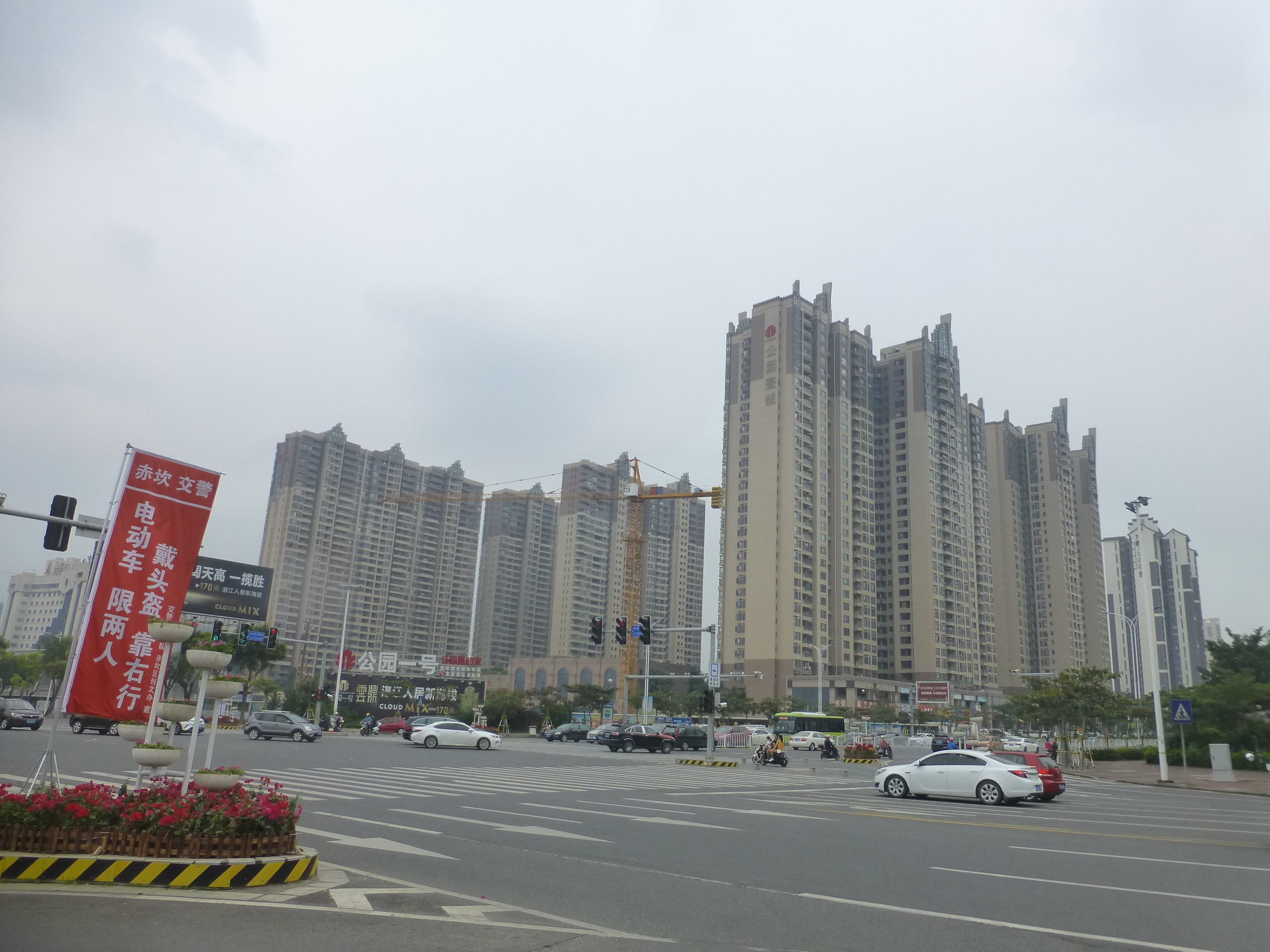
Жилой квартал
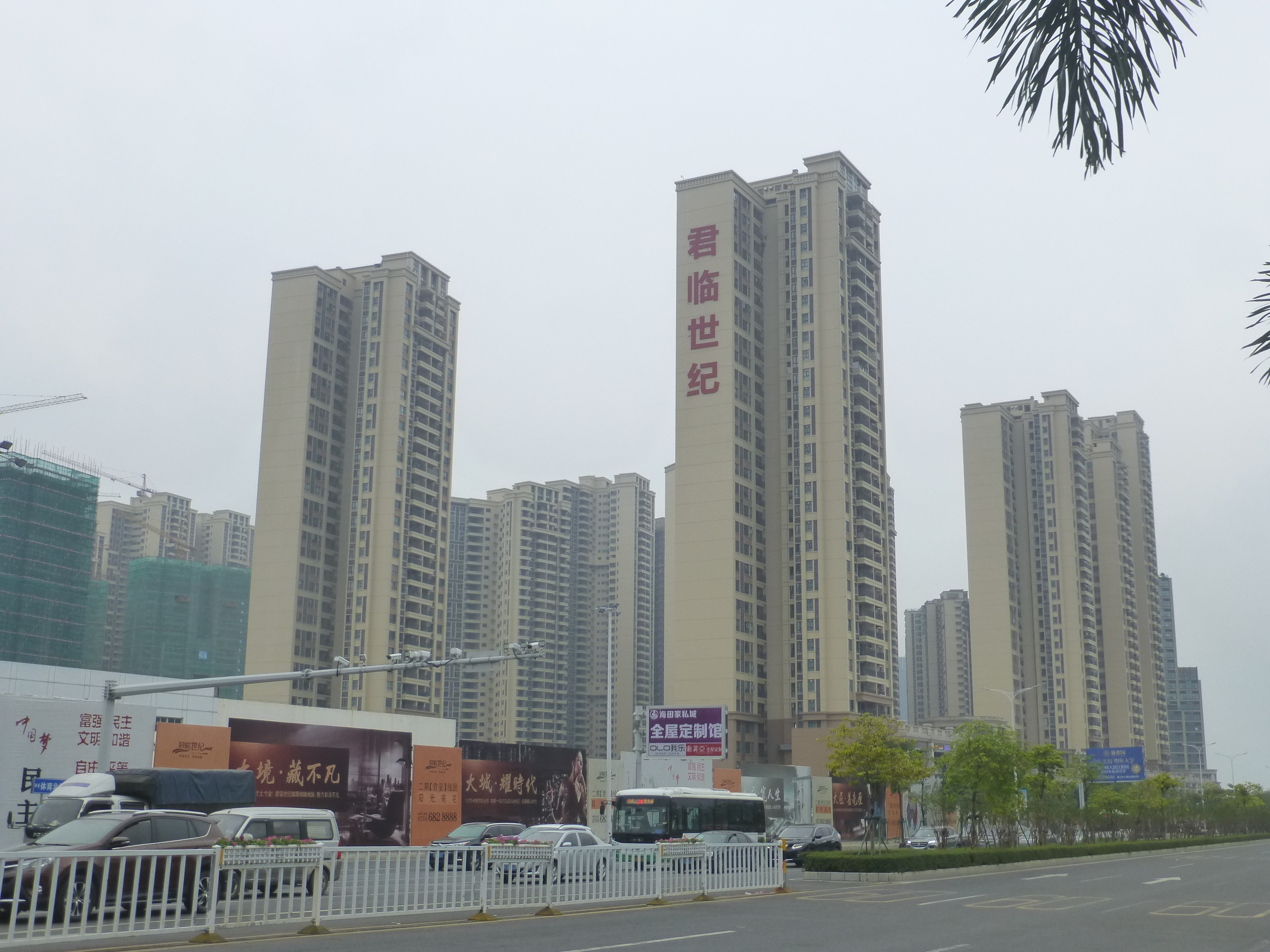
Жилой квартал
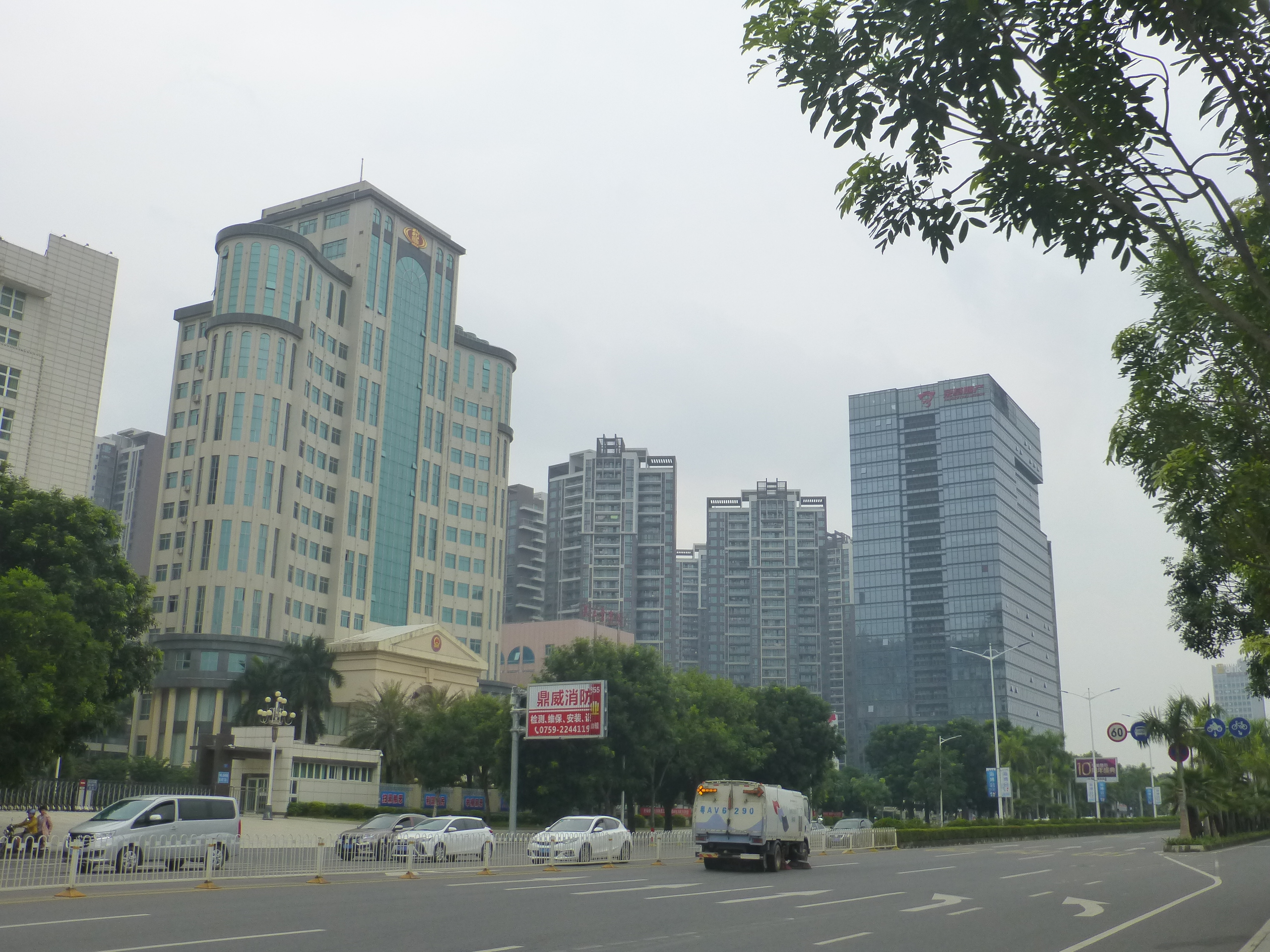
Офисный квартал
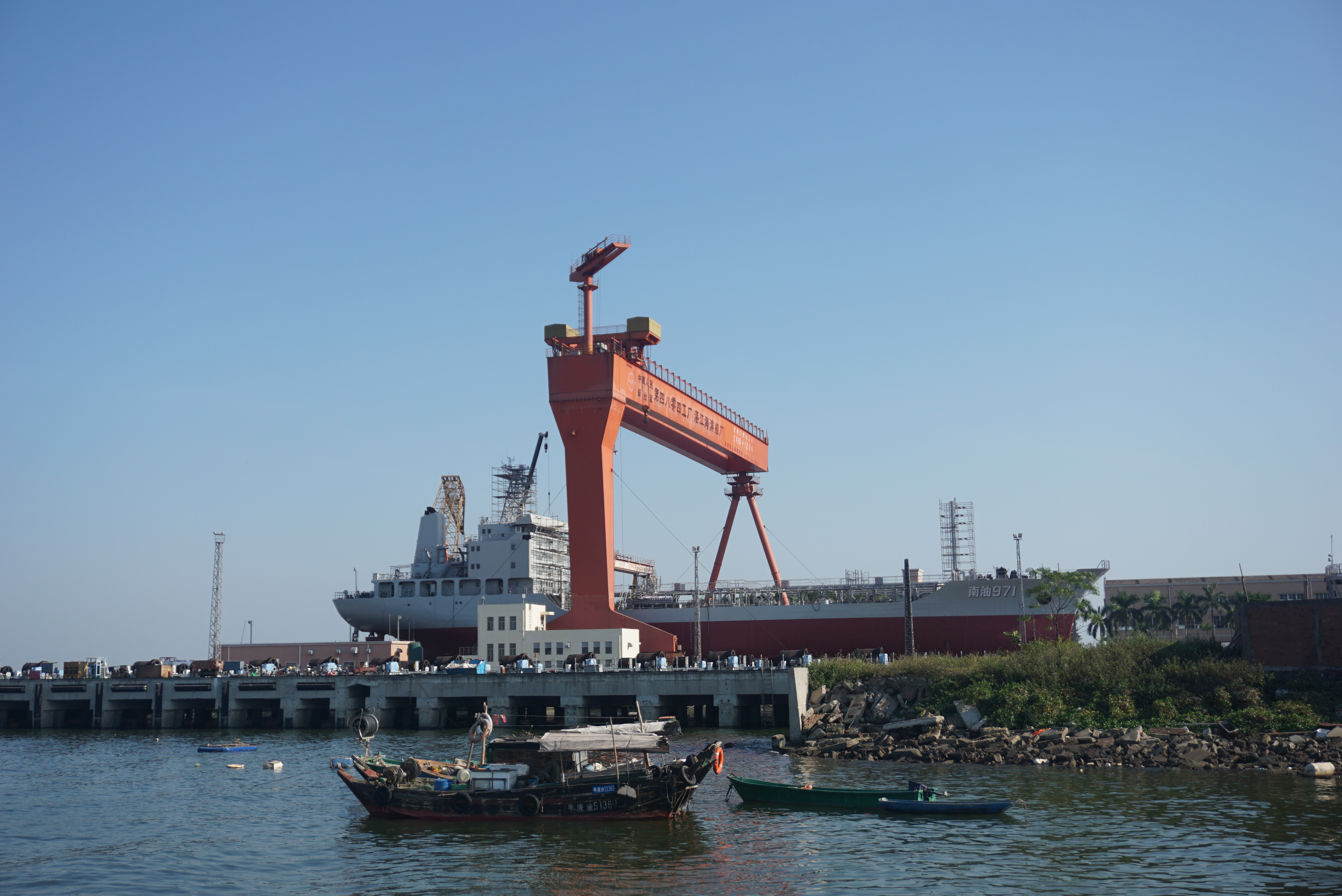
Судоремонтный док
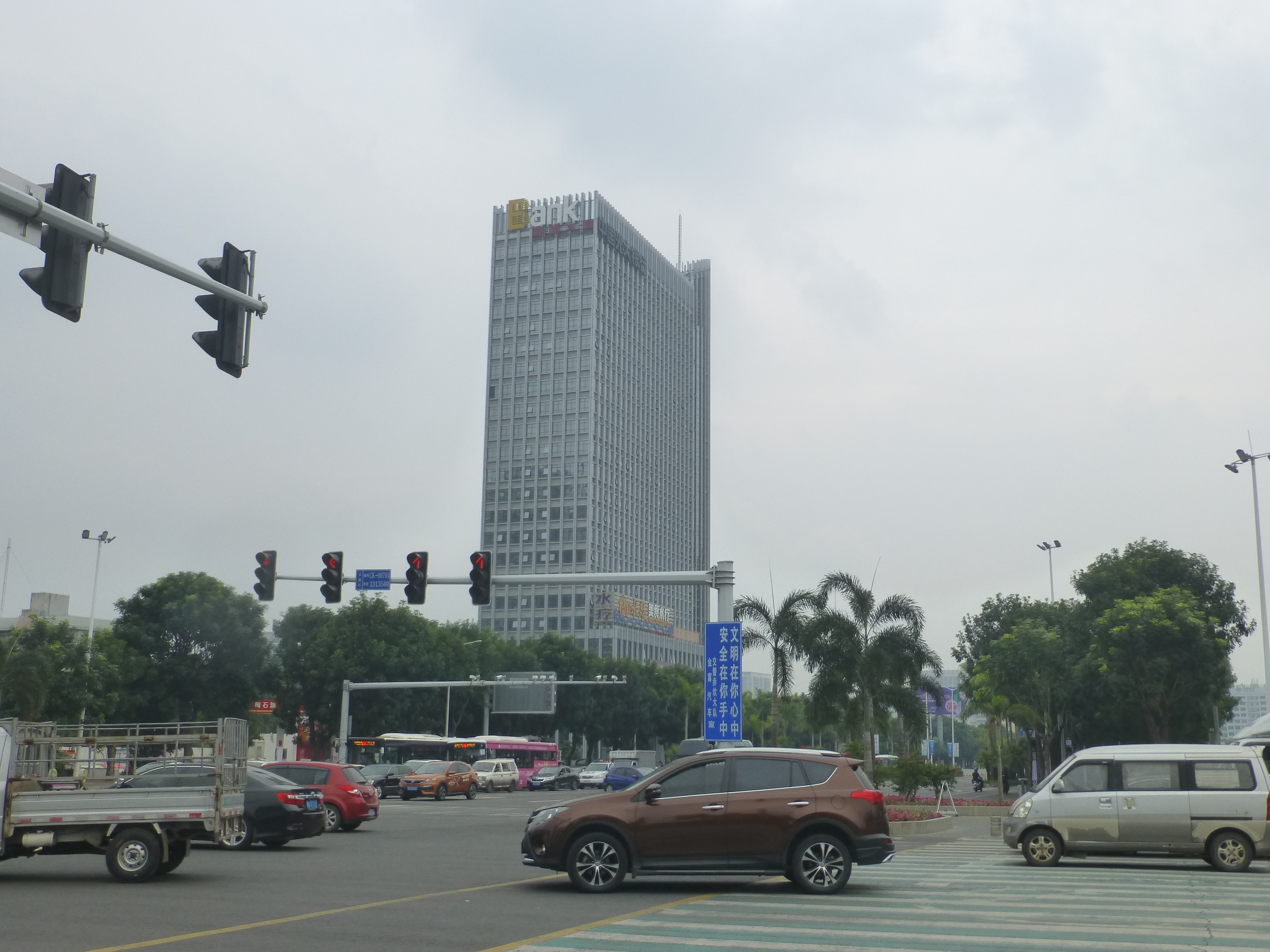
Офисное здание
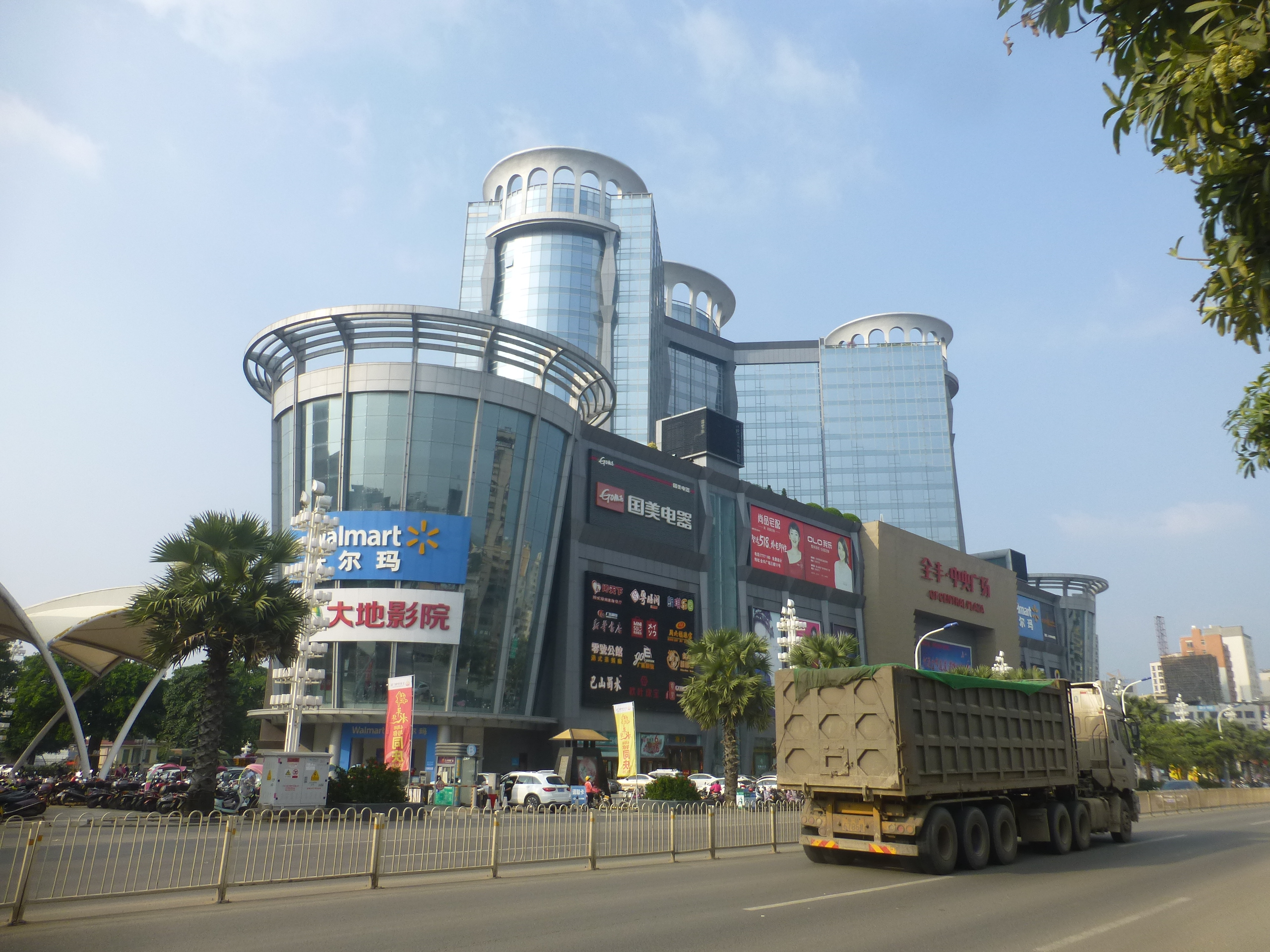
Торговый центр в Суйси
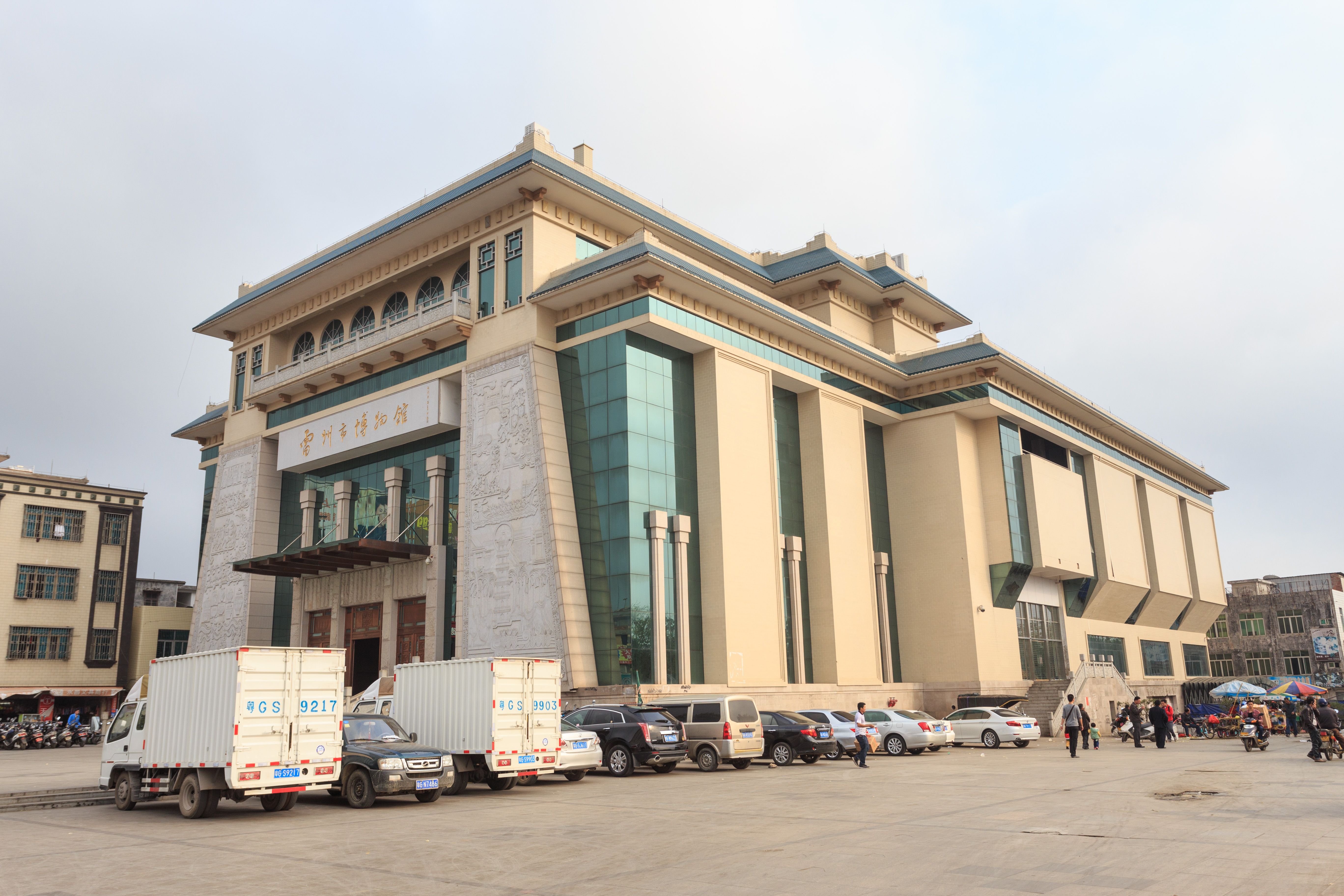
Музей Лэйчжоу
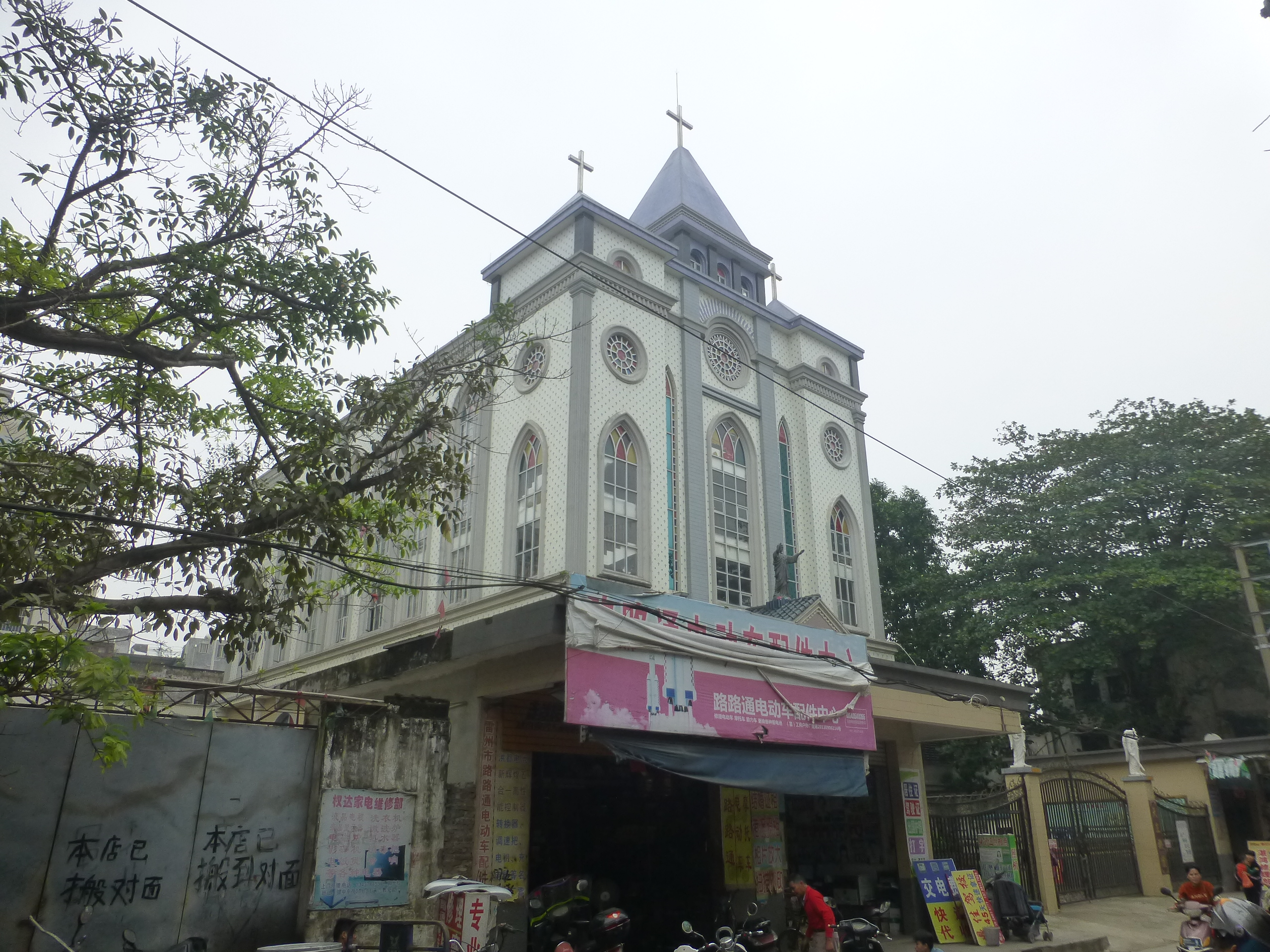
Церковь в Лэйчжоу
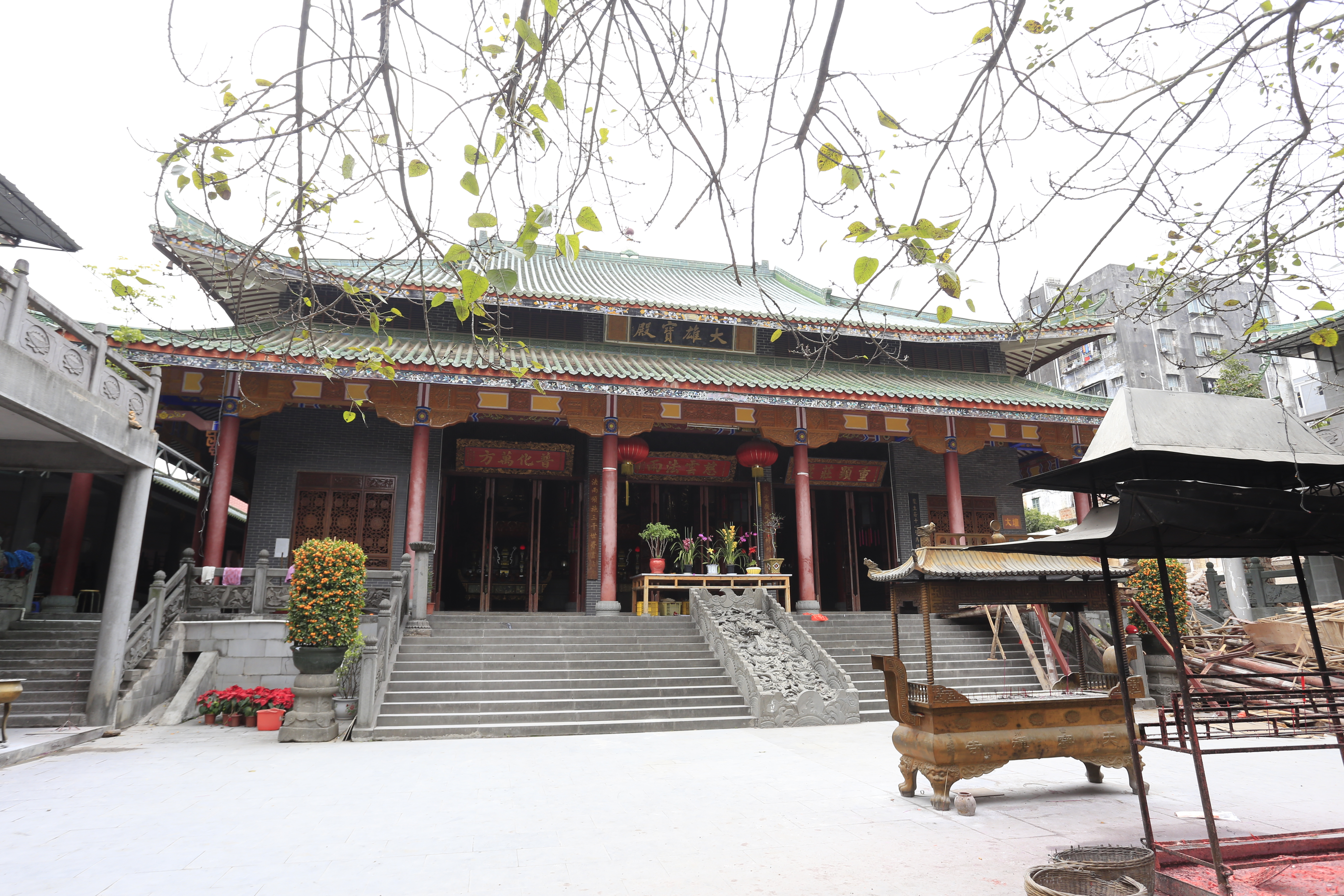
Храм Тяньнин в Лэйчжоу
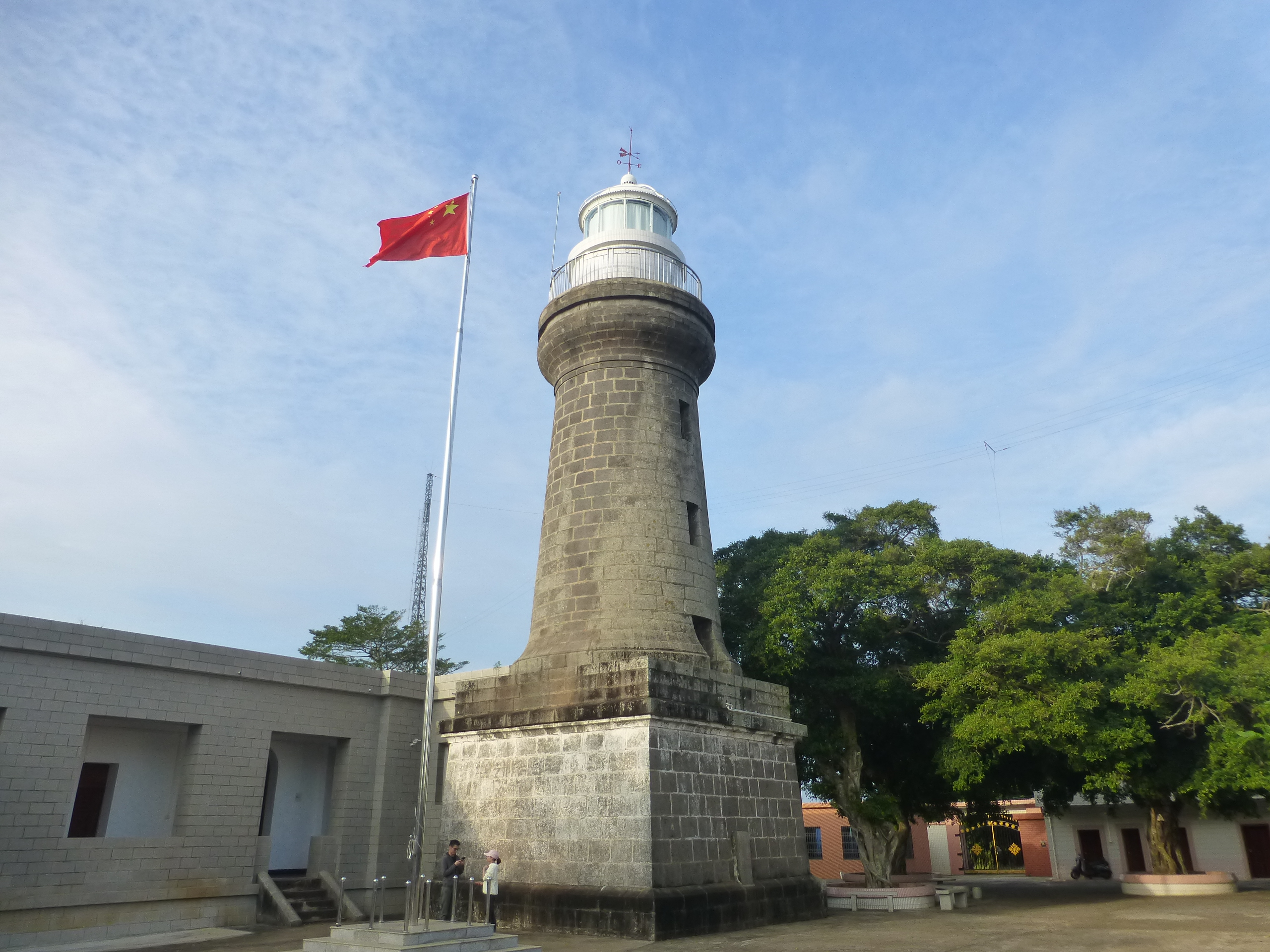
Маяк на острове Наочжоу
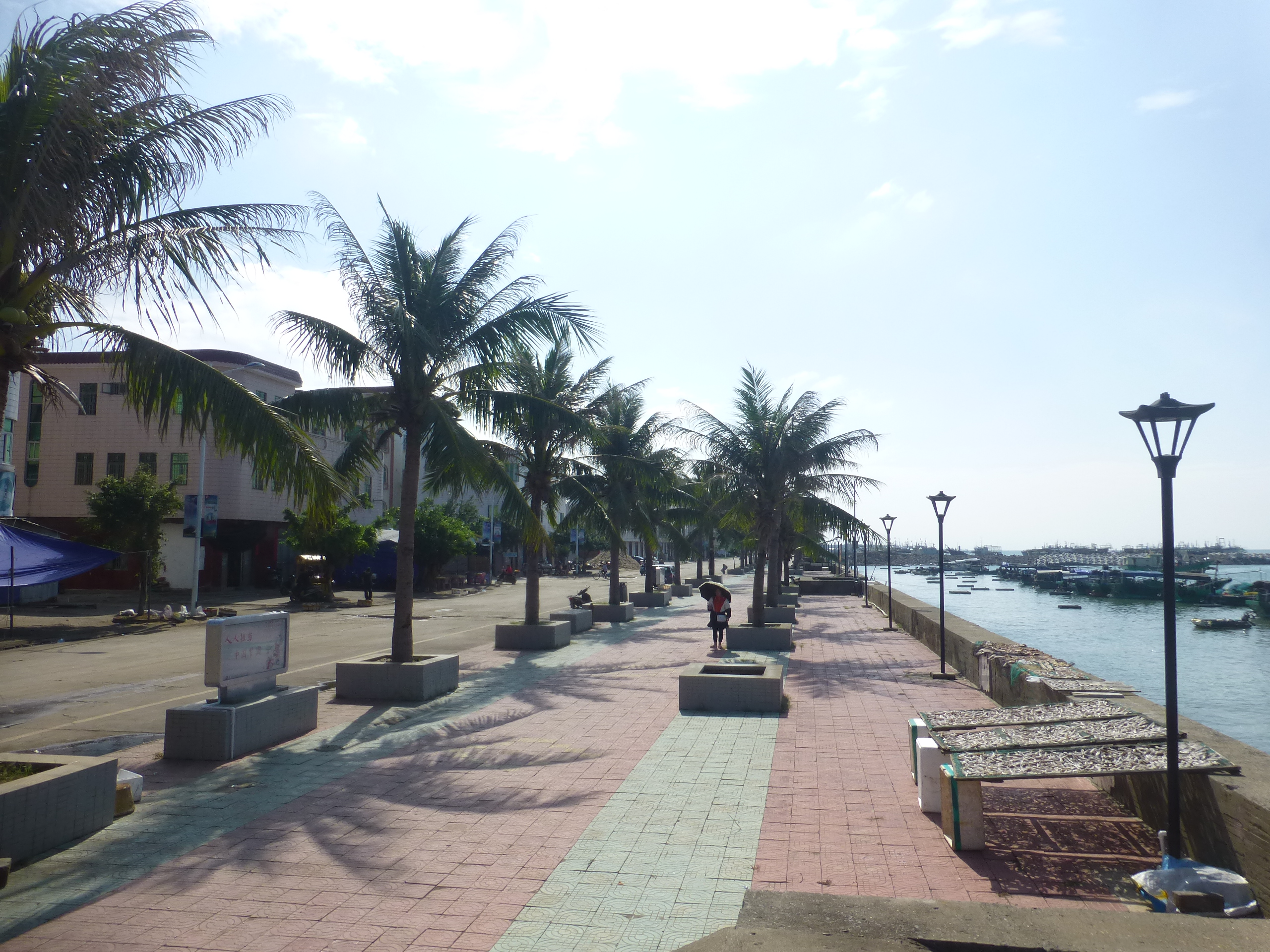
Набережная Наочжоу
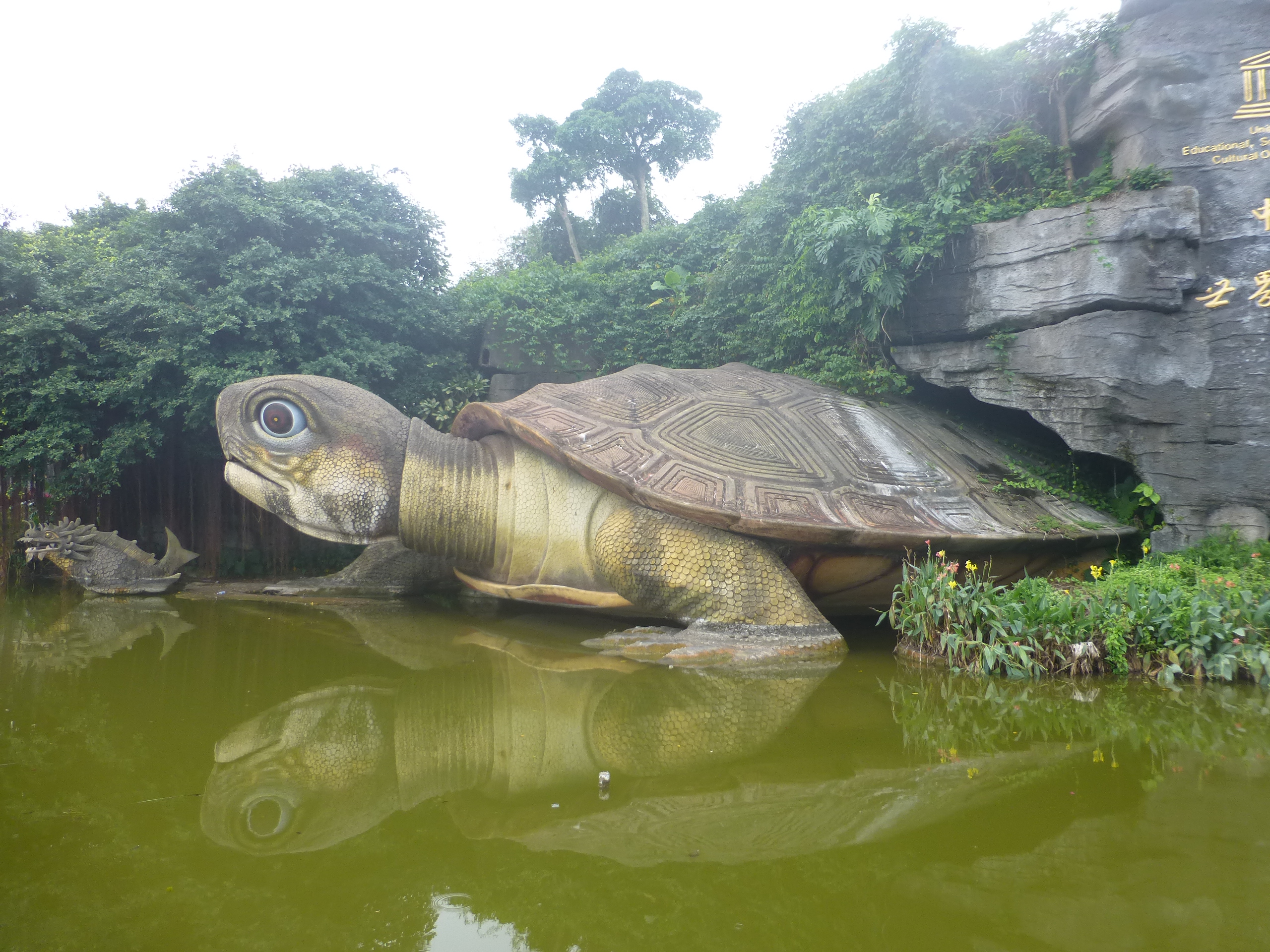
Парк Хугуанъянь